# استان گیلان
گیلان (به گیلکی: گیلأن، گیلؤن یا گئلان به تالشی: گیلون)، یکی از استان‌های شمالی ایران به مرکزیت رشت است. دربارهٔ نام گیلان و معانی واژهٔ گیل، نظرات متفاوتی ابراز شده است. لغت‌نامه دهخدا، واژهٔ گیلان را برگرفته از «گِل»، به‌اضافهٔ پسوند مکان «ان»، به معنای محل گِل آلود دانسته و افزوده است که صورت این واژه در زبان پهلوی، گِلان (Gelan) و نزد یونانی‌ها گِلای (Gelae) بوده است.
این استان، از شمال به دریای کاسپین و کشور آذربایجان، که از طریق آستارا با آن دارای مرز بین‌المللی است، از غرب به استان اردبیل، از جنوب به استان زنجان و قزوین و از شرق به استان مازندران محدود می‌شود. مساحت گیلان ۱۴٬۰۴۴ کیلومترمربع و طبق سرشماری سال ۱۳۹۵ جمعیت آن ۲٬۵۳۰٬۶۹۶ نفر است.
گیلان دهمین استان پرجمعیت و دومین استان پرجمعیت شمال ایران پس از استان مازندران است. تراکم جمعیت در این استان با ۱۷۷ نفر در هر کیلومترمربع جایگاه سوم را در ایران دارد. شهر رشت با داشتن ۴۶ درصد جمعیت کل استان، مرکز و پرجمعیت‌ترین شهر شمال کشور و یازدهمین شهر پرجمعیت ایران است. از دیگر شهرهای پرجمعیت این استان می‌توان به‌ترتیب به شهرهای بندر انزلی (مهم‌ترین بندر ایرانی در حاشیه دریای خزر)، لاهیجان، لنگرود، تالش، بندر آستارا، صومعه‌سرا، آستانهٔ اشرفیه، رودسر و فومن اشاره کرد.
طبیعت گیلان، پوشیده از جنگل و دارای آب‌وهوای معتدل و مرطوب است. این استان شامل مناطق سرسبز شمال غربی رشته‌کوه البرز و بخش غربی کرانه‌های جنوبی دریای خزر است.
استان گیلان از سال ۱۳۴۴ در تقسیمات کشوری ایران به‌عنوان استان مستقل وارد شد. این منطقه پیش از آن ایالت گیلان و طوالش بعد با نام استان یکم خوانده می‌شد.
به ادعای مینورسکی صادق هدایت، احمد کسروی، محسن عزیزی، گیلان را در طول تاریخ «پرچم‌دار ایران‌گرایی» می‌دانند.

## جغرافیا
اقلیم و طبیعت این منطقه تفاوت بسیاری با دیگر مناطق ایران دارد. تعداد زیاد رودخانه‌هایی که از کوه‌ها سرازیرند باعث شده این منطقه از وفور رطوبت در رنج باشد نه از نبود آن.

### زمین‌شناسی

نمایی از قلهٔ سماموس، بلندترین نقطه گیلان از روستای حاجی‌آباد املش.

گیلان انتهای غربی رشته کوه البرز و بخش غربی جلگه‌های حاشیه دریای خزر ایران را دربر می‌گیرد. دره عرضی عمیق سفیدرود بین منجیل و امامزاده هاشم کمربند کوهستانی را قطع می‌کند. در شمال غرب، ارتفاعات تالش به صورت حوضه‌ای پیوسته امتداد دارند و گیلان را از آذربایجان جدا می‌کنند. جز در انتهای شمالی در حیران واقع در انتهای دره آستاراچای که از ارتفاع ۱۶۰۰ متر فراتر نمی‌رود، ارتفاع همه آن مناطق بالای ۲۰۰۰ متر است و سه قله بالای ۳۰۰۰ متر بغرو داغ (۳۱۹۷ متر)، عجم داغ (۳۰۰۹ متر) و شاه معلم یا ماسوله داغ (۳۰۵۰ متر) دارد. در بخش شرقی و شمال شرقی آن‌ها جریان‌هایی موازی به پایین به سوی دریا جریان دارد که منجر به الگویی شانه‌ای‌شکل می‌شود. البرز غربی خود در شرق دره سفیدرود پهن‌تر و پرپیچ‌وخم‌تر است و سه دامنه موازی دارد؛ نماینده جنوبی‌ترین و پست‌ترین‌شان در گیلان آسمانسرا کوه (۲۳۷۵ متر) در منطقه عمارلو ست؛ دامنه متوسط پیوسته‌تر است؛ از کوه درفک (۲۷۳۳ متر) تا کرم کوه (۳۳۸۹ متر) ادامه دارد، درحالی که دره عرضی پلرود کلاچای مشخصاً دامنه شمالی را به ناتشکوه (۲۳۸۷ متر) و کوه سمام یا سماموس (۳۶۸۹ متر) که بلندترین نقطه گیلان است تقسیم می‌کند. همه این کوه‌ها ساختار زمین‌شناسی و تاریخ زمین‌ساختی بسیار پیچیده‌ای دارند که آن‌ها را به مجموعه ساختاری مرکز ایران مربوط می‌کند. لرزه‌خیزی بالا گواه فعال بودن فرایند کوه‌سازی ست، زلزله ۳۱ خرداد ۱۳۶۹، دو شهر منجیل و رودبار را تقریباً ویران کرد و حدود چهل هزار نفر را کشت و صدها روستا را تخریب کرد.

نمایی از قله درفک

بیش از ۴۰ رودخانه در گیلان جریان دارند که مهم‌ترین آن‌ها سفیدرود است. دیگر رودهای مهم گیلان آستاراچای، شفارود، رود چمخاله، خالکایی هستند.

ساحل انزلی در ۱۳۵۰

گرچه کوه‌ها مساحت بیشتری از جلگه‌ها دارند، ولی جلگه‌ها مهم‌ترین ویژگی خاص استان هستند و واژه گیلان هم اغلب به مناطق جلگه‌ای یا خصوصاً به جلگه مرکزی اطلاق می‌شده است. این متوازی‌الأضلاع کم‌ارتفاع، با پهنای ۳۵ کیلومتر و طول ۹۰ کیلومتر، ناهمگن بوده قابل تقسیم به دو بخش اصلی است: دلتای سفیدرود در شرق و جلگه فومن در غرب. اولی تماماً توسط سفیدرود، رودی با دبی بالا (۴۵۰ میلیون متر مکعب به‌طور میانگین) و محتوای آبرفتی بالا ایجاد شده است. در بالای رود محتوای آبرفتی قدیمی غلیظ وجود دارد، ولی در پایین آن، شمال آستانه، رود اغلب دارای لای و گل می‌شود، و مسیرش از مسیر سابق شمال شرقیش که در زاویه برجسته دشت در دستک به دریا می‌پیوست عوض کرده و درحال حاضر به سوی شمال جریان یافته و دلتای زنده کوچکتری هنگام پیش رفتن به دریا بین زیباکنار و بندر کیاشهر می‌سازد. جلگه فومنات در غرب رسوبات آبرفتی دریایی و خطوط شنی ساحلی را با رسوبات فراوان ناشی از رودخانه‌های پرشمار سرازیر از ارتفاعات تالش می‌آمیزند. آن‌ها مستقیماً به دریا نمی‌رسند، بلکه در تالاب انزلی یا یک خروجی به دریا جمع می‌شوند از لای ساحل شنی خط ساحلی جمع می‌شوند تالاب در نتیجه رسوب‌گذاری مستمراً درحال کوچک شدن و پست شدن بوده است. در مقابل، جریانات شمال تالش و شرق گیلان که حتی از پلرود هم پرآب‌ترند به اندازه کافی برای خنثی کردن عمل جریان ساحلی رونده بسوی شرق آبرفت نمی‌آورند و نمی‌توانند جز یک روبان باریک منطقه کم‌ارتفاع تنها با پهنای چند کیلومتر بین آستارا و سفیدرود و در شرق قاسم‌آباد با پهنای حدود ۱۰ کیلومتر در دهانه پلرود پیرامون کلاچای بسازند.

### آب و هوا
مناطق کم‌ارتفاع ساحل دریای خزر به‌دلیل وضعیت توپوگرافیکشان، دارای نوعی بسیار ویژه از آب و هوای هیرکانی هستند. کل استان گیلان متعلق به این منطقهٔ به‌طور خاص مرطوب و سبز است: جریانات جوی غالب شمالی-جنوبی، بر فراز دریا مرطوب شده، توسط مانع قوی‌البرز مجبور به بالارفتن شدید می‌شوند و نتیجتاً در همه سال به فراوانی بر جلگه و کوهپایه شمال غربی رشته کوه می‌بارند. نظام بارش در پاییز (سپتامبر تا دسامبر) وقتی که ناپایداری جوی در بالاترین نقطه خود است حداکثر شدیدی نشان می‌دهد، در زمستان و اوایل بهار متوسط است، در مه تا اوت کمترین مقدار را دارد (ولی عموماً به حد کافی زیاد هست تا بالاتر از حد ماه‌های خشک بماند). بارندگی متوسط سالانه بین ۱۲۰۰ تا ۱۸۰۰ میلی‌متر در طول خط ساحلی متغیر است (۱۲۳۳ در آستارا، ۱۷۵۵ در انزلی)، در گوشه جنوب غربی جلگه به سوی یک منطقه شبه مرطوب کاهش می‌یابد (۱۰۸۶ در فومن و ۸۵۵ در شاندرمن) و در بخش پست‌تر کوه‌ها دوباره به مقادیر خیلی زیاد تا ۱۵۰۰–۱۸۰۰ میلی‌متر (۲۴۰۰ میلی‌متر در دره بالای ماسال) می‌رسد. در طول دره سفیدرود، که هر بعدازظهر تابستانی باد شدید شمالی منجیل آن بر آن می‌وزد، کاهشی شدید منجر به منطقه شبه‌خشک مدیترانه‌ای مانند رودبار و منجیل می‌شود.

### گونه‌های گیاهی و جانوری

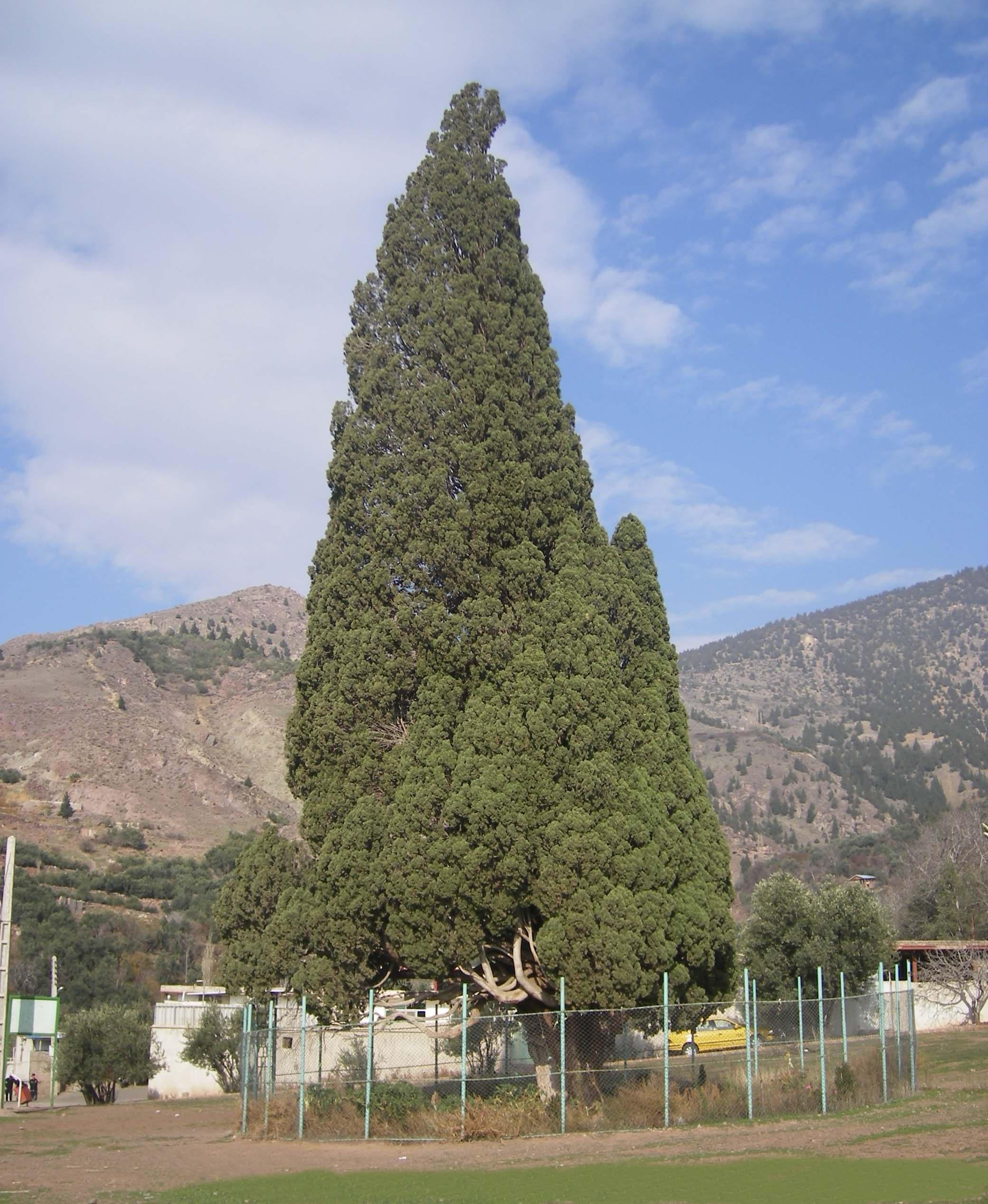
سرو هرزویل، در هرزویل، منجیل

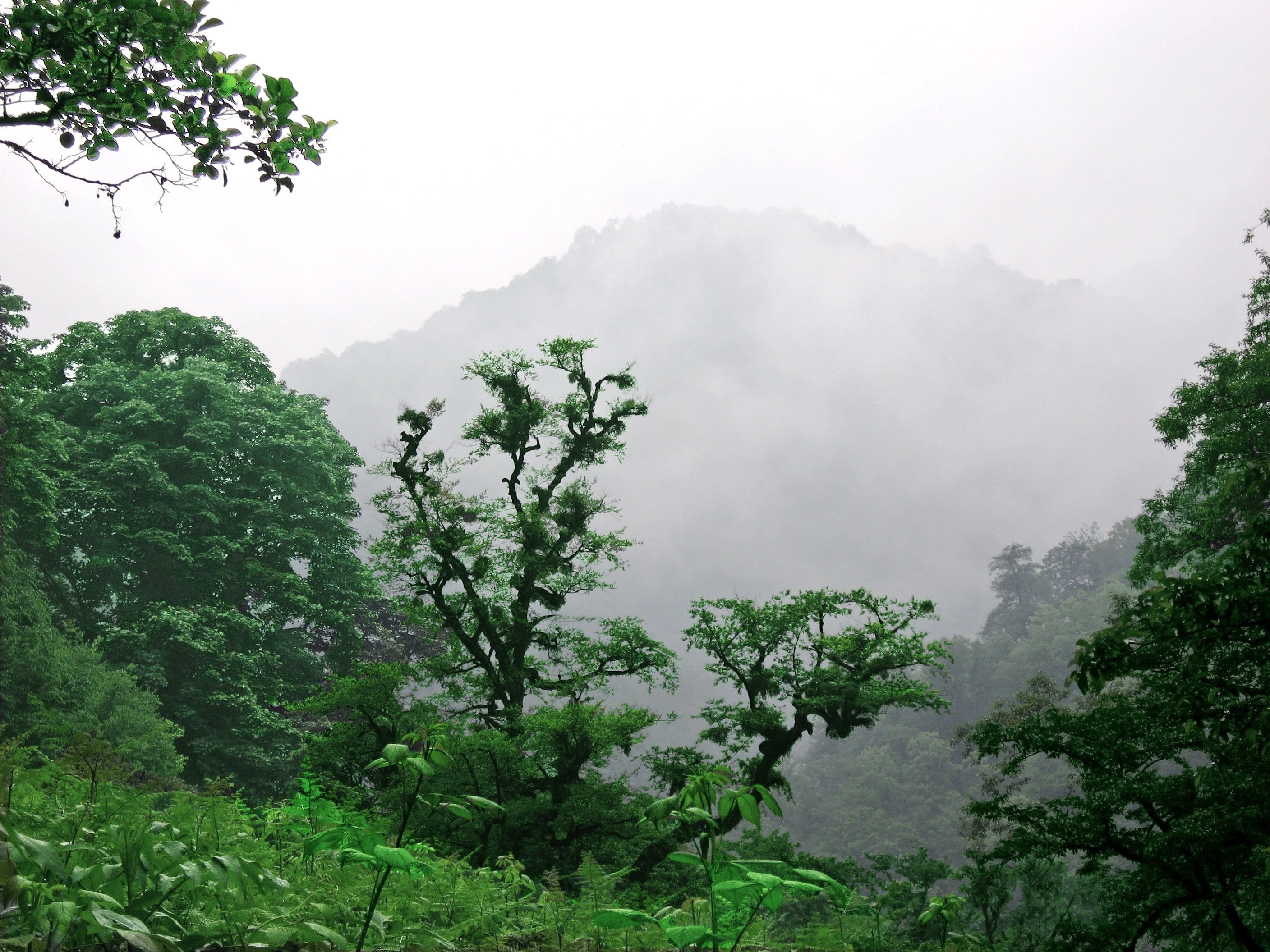
جنگل گیلان

دلیل پوشش گیاهی غنی گیلان منحصر به فرد بودن اقلیم آن است. ناحیه رویشی هیرکانی مانند یک نوار سبز، حاشیه جنوبی دریای خزر و نیمرخ شمالی رشته کوه البرز را پوشانده است. این ناحیه رویشی به خاطر حاصلخیزی خاک، تغییرات دما و بارندگی‌های متعدد، حاوی گونه‌های گیاهی زیادی است. جنگل‌های این ناحیه به صورت نسلی دست‌نخورده و سالم، کمربندی از درختان خزان‌کننده دوران سوم زمین‌شناسی را تشکیل می‌دهند. این جنگل‌ها که از آن به نام‌های جنگل‌های مرطوب یا کاسپی یاد می‌شود ارزش‌های زیست‌محیطی و اقتصادی زیادی دارند و در زمره میراث طبیعی جهانی محسوب می‌شوند.
این ناحیه بخشی از ناحیه رویشی اکسین - هیرکانی است که این ناحیه خود درون منطقه ارو-سیبری است. بعضی گونه‌های ناحیه اکسین-هیرکانی چون درخت آزاد بازمانده گونه‌های گیاهی فلورا ترشری هستند که پس از دوره‌های سرمای کواترنری جز در این منطقه در دیگر نقاط نابود شدند.
این ناحیه نسبت به مناطق ارو-سیبری و حتی ناحیه رویشی اکسین - هیرکانی ویژگی‌های خاصی دارد: مخروطیان تقریباً وجود ندارند، سرخدار تنک و تعداد زیادی از گونه‌های بومی که بازمانده گونه‌های گیاهی آرکو-ترشری هستند وجود دارند. بر حسب ارتفاع سه سطح جنگل قابل تمایزند: جنگل‌های مخلوط هیرکانی، جنگل‌های راش کوهی، و جنگل‌های بلوط بلند کوهی و جنگل‌های ممرز. جنگل هیرکانی که زمانی جلگه‌ها را می‌پوشاندند، اکنون بخش عظیمی از بخش اول کوه‌ها تا ارتفاع ۱۰۰۰ متری را می‌پوشانند. این جنگل لایه دار است و لایه‌ای از درختان خیلی بلند مثل بلند مازو، درخت آزاد و انجیلی و انواع رایجتر افرا و نارون؛ لایه‌ای از درختان کوچکتر مثل لیلکی، کلهو، و شبخسب، شمشاد در نقاط سایه دار و همه انواع درختان میوه وحشی؛ و یک زیربوته با بته‌هایی مثل جل، خاس، خزه، تاک وحشی، پیچک، و دیگر گیاهان خزنده دارد. کوه‌های با ارتفاع متوسط، حوزهٔ راش شرقی بلند، به همراه بلوط، نمدار، افرا و نارون است. سطح بالای کوه‌ها بین ۱۸۰۰ تا ۲۲۰۰ متر باقی‌مانده دارای جنگل فقیرتر اوری و ممرز است. مراتع قله‌ای اغلب جایگزین این جنگل‌های بالاتر شده‌اند، بعضی‌هایشان در نقاط بلند یا شیب‌های سرپوشیده خصوصیات خشکی زی ویژه نشان می‌دهند. به اصطلاح جزیرهٔ مدیترانه‌ای پیرامون رودبار و منجیل به لحاظ پوشش گیاهی ویژهٔ طبیعی و کشاورزیش یعنی جنگل‌های سرو بسیار تنک و درختان زیتونش انگشت نماست. سوسن چلچراغ در عمارلوی رودبار از گونه‌های منحصر به قرد گیلان است.

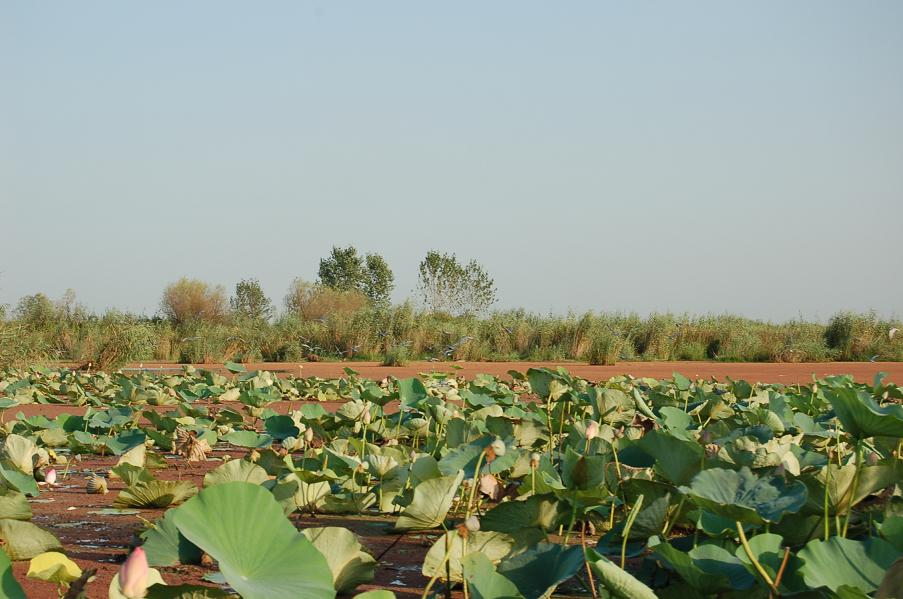
تالاب انزلی

تالاب انزلی، به‌دلیل گیاهان، جانوران و مورفولوژی و شکل بستر، ارتباط با دریا و رژیم رودها دارای محیط زیستی ویژه است. گیاهان تالاب به سه دسته غوطه ور، گیاهان شناور و گیاهان حاشیه‌ای تقسیم می‌شود. معروف‌ترین گیاه تالاب انزلی که شهرت جهانی دارد «لاله مردابی» است که تالاب را به این دلیل تالاب لاله مردابی می‌خوانند. حواصیل‌ها، غازسانان، کشیم شانه‌دار بزرگ، کشیم سیاه گردن، یلوه کوچک، کاکایی از پرندگان این تالابند که به‌دلیل تنوع زیستی بالا محلی مناسب برای مطالعه آنان است.
۹۴ گونه حمایت شده و در معرض خطر انقراض پرندگان در گیلان وجود دارد.
پوشش انبوه گیاهی گیلان زیستگاه گونه‌های وحشی چون پلنگ، آهو و بز کوهی بوده است اما امروزه به‌دلیل گسترش سلاح‌های غیرمجاز و افزایش شکار این‌گونه‌ها تا مرز انقراض پیش رفته‌اند. گیلان یکی از مهم‌ترین زیستگاه‌های مرال یا گاو کوهی، یکی از سه گونه گوزن موجود در ایران و بزرگ‌ترین گونه آن، است که در جنگل‌های مناطق کوهستانی زندگی می‌کند. در چند سال اخیر با افزایش محیط بانی، تبلیغات و فرهنگ‌سازی مداوم از شیب کاهش جمعیت این‌گونه کاسته شده است. دیگر گونه منحصر به فرد و کمیاب در گیلان، سمندر باله دار جنوبی است که اهمیت جهانی دارد.

## تاریخ

### دوره باستانی

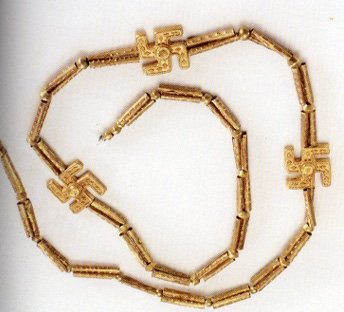
گردنبند ایرانی نماد صلیب شکسته که در تپه مارلیک گیلان پیدا شده

با آغاز سدهٔ بیستم میلادی در حفاری‌های تپه مارلیک (که قدمتی ۳۰۰۰ ساله دارد) ظروف سفالین، مجسمه‌های کوچک از طلا، نقره و برنز و اسلحه‌های برنزی و آرامگاه پادشاهی از همان دوران به همراه مجموعهٔ قابل توجهی از جواهرات کشف شد که طرز ساخت این اشیاء و فراوانی طلا و نقره در این آثار باستانی، خبر از خبرگی سازندگان و ثروتمندی مردمان این سرزمین در گذشته می‌دهد.

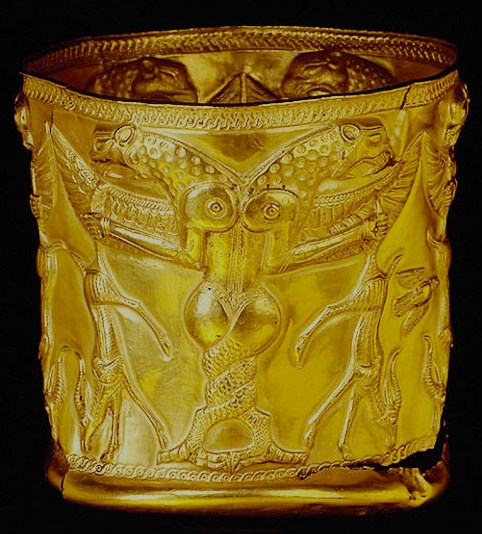
جام هیولای دوسر و غزال، موزه لوور

پیش از میلاد در کرانه دریای خزر اقوامی همچون کاسپی‌ها و کادوسی‌ها و آماردها ساکن بوده‌اند. کاسپی‌ها در طول سواحل جنوب غربی دریای خزر زندگی می‌کردند. اینکه آیا آن‌ها شمال یا جنوب رود کورا (منشعب از نام کوروش بزرگ) هم زندگی می‌کردند مشخص نیست. کاسپی‌ها باید ایرانی یا شدیداً تحت تأثیر فرهنگ ایرانی دانسته شوند. به نظر می‌رسد که گیلها که جنگجو ذکر شده‌اند، حدود سده اول یا دوم قبل از میلاد، وارد ساحل جنوبی دریای خزر و غرب رود آماردوس (بعدها سفیدرود) شدند و همراه با دیلمیان در آنجا سکنی گزیدند. این دو نوعی گویش ایرانی شمال غربی تکلم می‌کردند که تا حد زیادی برای سایر فارسی زبانان قابل فهم نبود. آن‌ها احتمالاً از منطقه داغستان آمده‌اند و جایگزین کادوسیان شده‌اند. متعاقباً از رود آماردوس هم گذشتند و به همراه دیلمیان جایگزین آماردی‌ها شدند. از آن‌ها هم مانند دیلمیان به عنوان همراهان شاهان ساسانی نام برده شده ولی به عقیده عده‌ای به نظر نمی‌رسد تحت فرمان مؤثر آنان درآمده باشند. شهر گیل‌ها در نزدیکی دریا بود. کاسپی‌ها خودشان ظاهراً به کوه‌ها سوق داده شده بودند. سپس در شرق، کادوسیان می‌زیستند که ظاهراً با گیل‌ها آمیخته بودند و از ساحل تا کوه سکنی داشتند. آماردی‌ها در حاشیه رودخانه سپیدرود سکونت داشتند.
کادوسیان قبیله‌ای ایرانی بودند که بنا بر استفان بیزانتی بین دریاهای خزر و سیاه و بنا بر استرابو در کرانه جنوب غرب دریای خزر و جنوب ارس بین آلبانی در شمال و ماردی در شرق یعنی در بخش کوهستانی مادیه پیرامون پاراچوآتراس می‌زیستند. گفته شده نی‌نوس شاه آشوری آنان را شکست داد. در دوره مادها آنان آشکارا قادر به حفظ استقلالشان بوده‌اند و حتی گفته شده در دوره آرتئس وقتی یک پارسی به نام پارسد که از مادها گریخته بود (برادر زن رهبرشان)، مجبور شان کرد با مادها بجنگند. شاه مادها را شکست داده‌اند؛ بنابراین کادوسیان هرگز تابع شاهان ماد نبوده‌اند و فقط این کوروش بود که گفته شده داوطلبانه فرمانبردارش شدند. بنابر گفته گزنفون، او هنگام مرگ پسرش را ساتراپ مادها ارمنیان و کادوسیان کرد.
تا سده هفتم میلادی، گیلان در منطقه نفوذ هخامنشیان، سلوکیان، اشکانیان و ساسانیان قرار داشت که بر ایران تا سده هفتم میلادی حکمفرمایی می‌کردند. فتح ایران به‌دست اعراب باعث ظهور تعداد زیادی سلسله‌های محلی در گیلان شد. اسکندر موفق به فتح گیلان نشد.
نوشته‌های دوران آغازین ساسانی و منابع عربی در قرون وسطی از تلاش اولین افراد خاندان ساسانی، اردشیر اول و شاپور اول برای تسخیر تمام ایران حکایت می‌کنند. تا زمان شاپور اول تمامی حاکمان محلی برکنار شده بودند و فرزندان شاپور جایگزین آن‌ها شده بودند. ازجمله بهرام که بر گیلان حکم می‌راند. حدود فتوحات اردشیر را نمی‌توان با دقت تعیین کرد. بیشتر مناطق پارتی، شامل حکومت‌های تابع از ساسانیان اطاعت کردند. بنا به گفته طبری، پادشاهان کوشان و توران در شرق به اردشیر گرویدند، اما در غرب، و جزایر خلیج فارس و بحرین، لشکرکشی انجام شد و این مناطق فتح شدند. اینکه گیلان و مناطق ساحلی خزر به اردشیر پیوسته باشند غیر محتمل است چونکه عنوان گیلانشاه برای اولین بار در دوران شاپور اول ظاهر شد. مناطق حاشیه خزر مادیه یک منطقه جغرافیایی و قومیتی متمایز ایران را شکل می‌دادند و به استقلال سیاسی گرایش داشتند. نامه تنسر نشان می‌دهد شاه گشناسب، در ابتدای دوره ساسانی شاه گیلان، دیلم و رویان، طبرستان و دماوند بوده است. منطقه، یک پادشاهی تابع و بعدها استان کوه‌های پتشخوارگر (فرشواذگر) را شکل می‌داد. شهر اصلیش، رشت (سایرو پولیس)، باید بر سر راه‌های پارتی به ارس و آتورپاتکان بوده باشد. مسیحیت از طریق این راه می‌توانسته از سده دوم به بعد به گیل‌ها رسیده باشد گرچه تازه از سده ششم به بعد اسقف‌نشین شده است. جاده ماه در جنوب از طریق شادشاپور (قزوین)، قابل دسترسی بود.

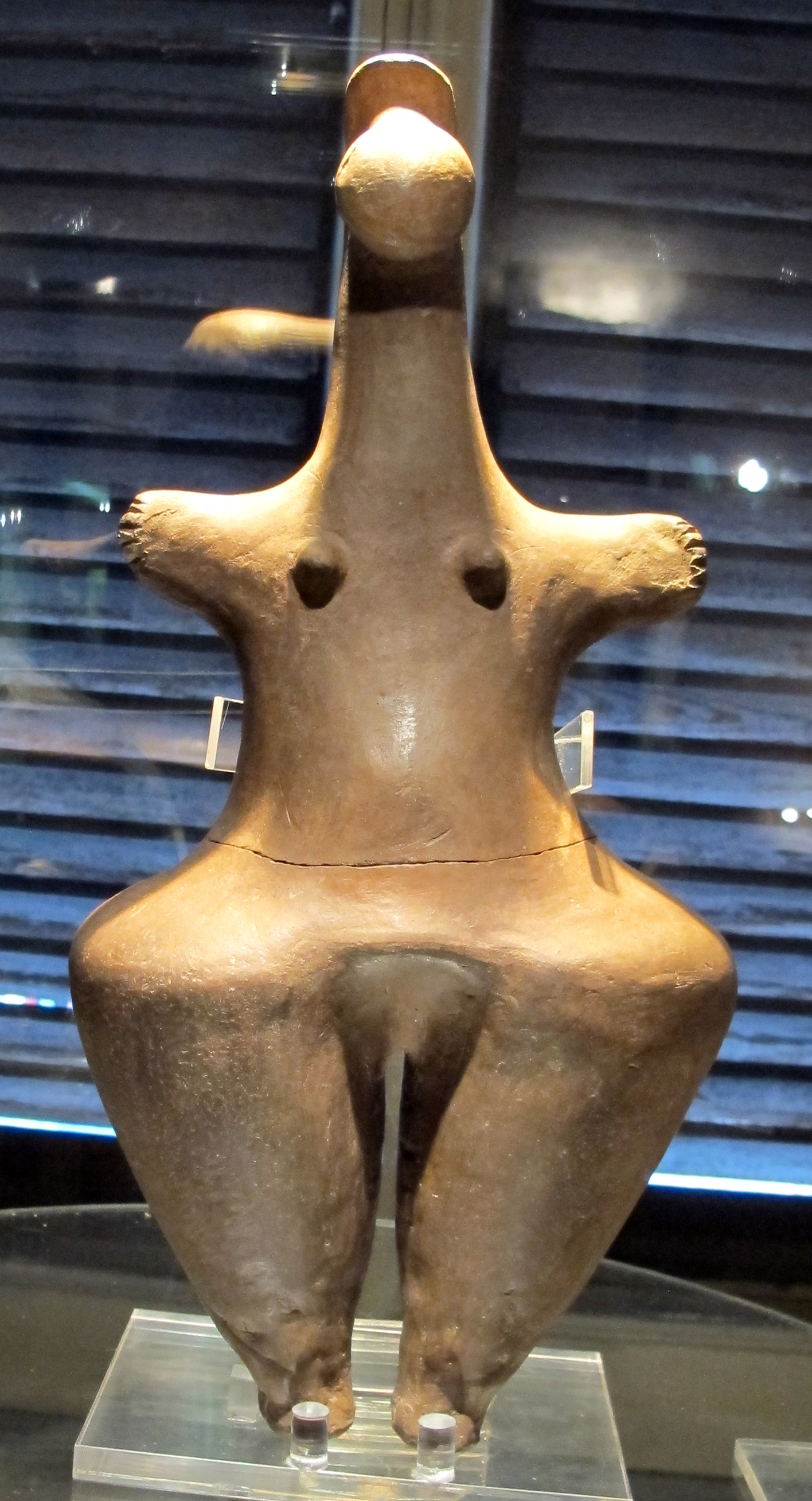
مجسمه آجری زن، ۱۲۰۰ سال قبل از میلاد، گیلان؛ موزه هنرهای شرقی، رم

از آنجا که از دوره هخامنشیان و ساسانیان، گیلان با خاندان‌ها و فرمانروایان محلیش تقریباً همیشه مستقل بود، دین زرتشتی و کلنی‌های نسطوری توانست برای مدت طولانی در آن دوام آورد. در ۵۳۳ از گیلان همراه با آمل به عنوان پایگاه کشیشی نسطوری نام برده شده است. گفته می‌شود خاندان دابویگان هم پیش از رفتن به مازندران از گیلان نشات گرفته است.

### دوره اسلامی
سنت مقاومت در برابر اشغالگران موضوعی تکراری در نوشته‌های نویسندگان و تاریخ‌نگاران محلّی و ملی‌گرا است (از جمله صادق هدایت، احمد کسروی، غلام حسین صادقی، محسن عزیزی). به ادعای مینورسکی این‌ها گیلان را در طول تاریخ «پرچم‌دار ایران‌گرایی» می‌دانند. در هجوم عرب‌ها دیلمیان مقاومت شدیدی در برابر اشغالگران عرب نشان دادند و گیلان به اشغال آنان در نیامد. هر چند که منابع خلفا عباسی خبر از پرداختن مالیات از سوی گیلانی‌ها می‌دهد به نظر می‌رسد که ایشان مردمان باختر سفید رود بوده‌اند و مردم خاور سفید رود هیچگاه زیر کنترل آن‌ها نبوده‌اند. تقریباً اولین مسلمانانی که از حدود سده دوم هجری به بعد وارد این سرزمین شدند و توانستند در آنجا اقامت گزینند، علویان بودند که به‌علت مخالفت یا مبارزه با حکام عباسی بدان سرزمین روی آوردند. بدین ترتیب، پذیرش اسلام دیلمیان با مذهب تشیع آغاز شد و از فرق شیعه، مذهب زیدیه، اولین و پرطرفدارترین آنان بود. البته، مذهب اسماعیلیه با تبلیغات و فعالیت ابوحاتم رازی در دیلم، پیروانی پیدا کرد. گیلان و دیلمان حتی پس از آوردن اسلام و بسط دیلمی، از نظر سیاسی شبه مستقل و جدا ماندند. در این دوران وجود اختلاف‌های دیرینه نژادی بین دیلمیان و گیلکیان و وجود دو مکتب رقیب زیدی باعث بالا گرفتن دشمنی بین گیلکیان و دیلمیان و ستیزه‌های فرقه‌ای بین اینان انجامید. زیاریان، بوئیان و بعدها سلجوقیان تلاش کردند از خارج تأثیرگذار باشند و در پاره‌ای از زمان‌ها می‌توانستند خراج مطالبه کنند، ولی نتوانستند حکمرانی یا مالیات منظم تحمیل کنند. زیدیان شرق گیلان از حکمرانان علوی مستقر در هوسم در قرون دهم و یازدهم میلادی هواداری می‌کردند. به هر حال، بیشتر این سرزمین همچنان در کنترل سران محلی خانوادگی بود. در سده دوازدهم لاهیجان جای هوسم را به عنوان مرکز فرمانروایان زیدی علوی گرفت. لاهیجان، که خاندان دیلمی آل بویه که نواحی مرکزی و غربی ایران و فارس را از تصرف خلفا آزاد کردند، از آن نشات می‌گیرد، در سده دهم همچنان دیلمی پنداشته می‌شد. هم‌اکنون این شهر اصلی شرق گیلان است.
گیلان، تنها منطقه‌ای در ایران بود که در دوره حکومت مغول، وقتی همه کشور در اشغال مغولان بود، واقعاً مستقل مانده بود و حتی پس از اشغال پرهزینه آن توسط الجایتو همان‌طور باقی ماند. هیچ حاکم مغولی به گیلان فرستاده نشد، در عوض؛ ایلخان به فرمانروای بیه پیش اجازه داد کل منطقه را زیر فرمان خود درآورد و به نشانه حسن نیت یک دختر مغول به او داد.

#### صفویه

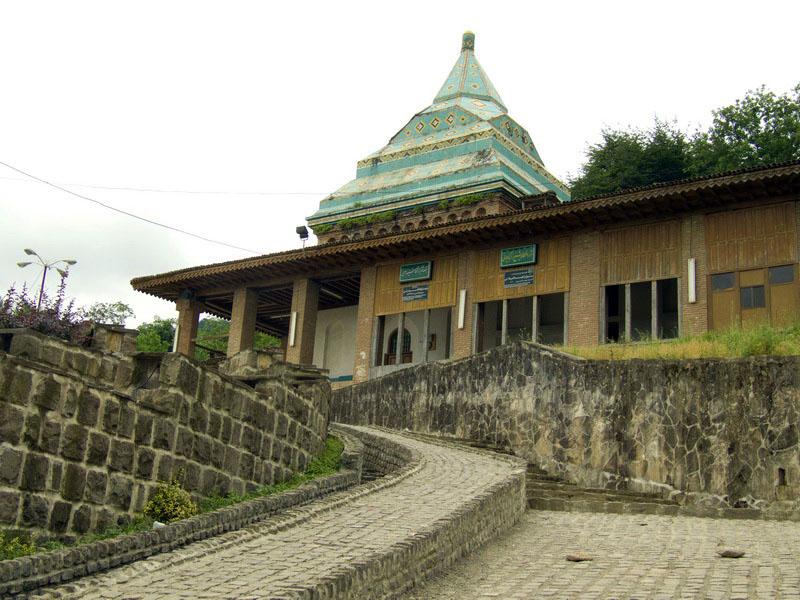
مقبره شیخ زاهد گیلانی، پدر همسر و استاد شیخ صفی الدین اردبیلی نیای بزرگ دودمان صفویان، در لاهیجان

در اواخر سده ۱۵ و اوایل سده ۱۶ میلادی، گیلان تحت سلطه اعضای دو خاندان محلی بود. از ۶۸–۱۳۶۷ میلادی علی کیا بن امیرکیای ملطی، یک رهبر علوی کنترل بیه پیش (به مرکزیت لاهیجان) را با پشتیبانی سادات مرعشی حاکم در مازندران به دست گرفت. او و جانشینانش خود را در لاهیجان مستقر ساختند و بر همه شرق گیلان تا اوایل عصر صفوی حکم راندند. خاندان شیعه زیدی امیرکیایی، خانواده‌ای از نسبتاً نوپادشاهان، بود، گرچه حتی یکی از اعضای آن هم در داشتن ادعای اصل و نسب ساسانی شک نداشت. در بیه پس (به مرکزیت فومن؛ و بعداً رشت)، یک منطقه سنی، خاندان سنی شفیعی اسحاقوندی از نیمه سده سیزدهم به قدرت رسید. این خاندان که مقرش فومن بود، تدریجاً همهٔ غرب گیلان را تصرف کرد. این خاندان اصل و نسبش را به پادشاهان ساسانی و پیش از آن می‌رساند، و در همان زمان، ادعای‌تبار از اسحاق نبی می‌کرد. شاه اسماعیل صفوی شش سال (و به گفته لاهیجی هشت سال) در گیلان ماند، قبل از این که فروپاشی امپراتوری آق قویونلو، که به او فرصتی که دنبال اش بود تا تخت پادشاهی ایران را در سال ۹۰۵ شمسی تصاحب کند را داد. اسماعیل از ماندن نزد امیره اسحاق، حاکم بیه پس، که توسط مشاوران برای او تعیین شده بود اجتناب کرد، احتمالاً به خاطر این که نمی‌توانست به یک سنی اعتماد کند. به هر حال، او به آسانی، دعوت حاکم عالی مقام وقت گیلان، کارکیا میرزا علی شیعه از لاهیجان را، که با آق قویونلو بارها جنگیده بود، پذیرفت. هر دو خاندان توسط شاه عباس صفوی از بین رفتند و گیلان تحت فرمان حکام منصوب دولت مرکزی درآمد. شاه تمام گیلان را به ملک شخصی خود تبدیل کرد.
پیش از صفویه آثار مکتوب بر جای مانده از گیلانیان به زبان فارسی انگشت شمار است زیرا مراکز آموزشی که این زبان را آموزش دهند یا ولی‌نعمتانی که مشوق آن باشند وجود نداشت. گیلان در دورهٔ صفویه با نقاط دیگر ایران ارتباط گسترده‌تری یافت که منجر به نگارش بیشتر کتب فارسی نویسندگان و دانشمندان گیلانی شد.

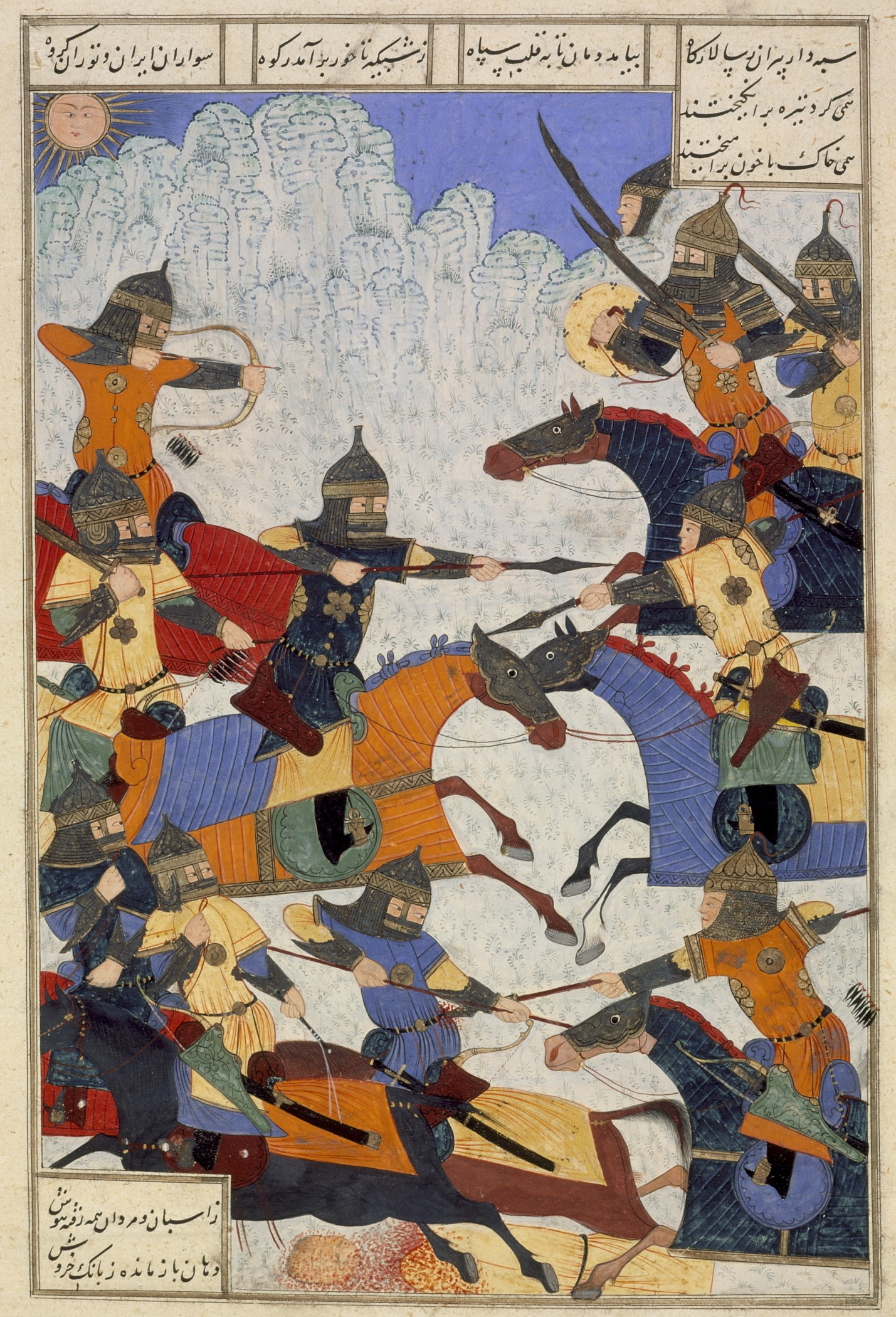
جنگ گیو با لهاک و فرشیدورد، در شاهنامهٔ فردوسی چاپ گیلان، ۱۴۹۴ میلادی. نگهداری شده در موزه هنر شهرستان لس آنجلس

#### سده هجدهم
افول صفویان و انقراض آنان در سال ۱۷۲۲، منجر به یک حالت آشوب در کشور شد. مناطق شمالی کشور نسبت به تأثیر و اشغال خارجی آسیب‌پذیر شد. اولین تلاش‌ها توسط روسیه تزاری برای تسلط بر دریای خزر و استان‌های ایرانی گیلان، مازندران، استرآباد و آذربایجان در همین زمان شروع شد. این سده پرآشوب ظهور سه رهبر قدرتمند ایلی را به خود دید، نادر شاه افشار، کریم خان زند و آغا محمد خان قاجار. طی بیشتر این دوره، گیلان توسط فرمانروایان محلی از بازماندگان اسحاقیه و خصوصاً امیره دباج فومن و بیه پس با کمک حکام شهرها و بخش‌ها که آن‌ها هم از خاندان‌های محلی بودند اداره می‌شد که یا به‌طور مستقل حکم می‌راندند یا استقلال نسبیشان را با پرداخت خراج به چهره‌های نوظهور یادشده و فرمانداران کل منتصب آنان تضمین می‌کردند. تقسیم گیلان به دو بخش در این دوره هم ادامه یافت. در این دوره تعدادی فرماندار کل هم توسط نادرشاه، کریم خان و آغا محمد خان برای گیلان منصوب شدند ولی دوره آن‌ها عمدتاً کوتاه بود. طی دوره نادرشاه، فرمانروایان گیلان خراج اختصاص یافته به استان را به فرمانداران کل یا خزانه مرکزی می‌فرستادند. به هرحال مالیات‌گیری منجر به دو شورش عمده شد. در هرج و مرج پس از قتل نادر شاه، قلمرو او به دست سران ایلی افتاد. در گیلان، آقا جمال فومنی (از بازماندگان امیره دباج، و فرزند آقا کمال که در دوره شاه سلطان حسین فرمانروای گیلان بود) همراه با آقا صافی حکومت مرکزی را شکست دادند و حکومت استان را از رشت به دست گرفتند. آقا جمال در ۱۷۵۳ در نتیجه یک عداوت قدیمی توسط آقا هادی شفتی در شفت کشته شد. آقا هادی با کمک میرزا ذکی حاکم گسکر برای ۴ ماه بر گیلان حکومت کرد.

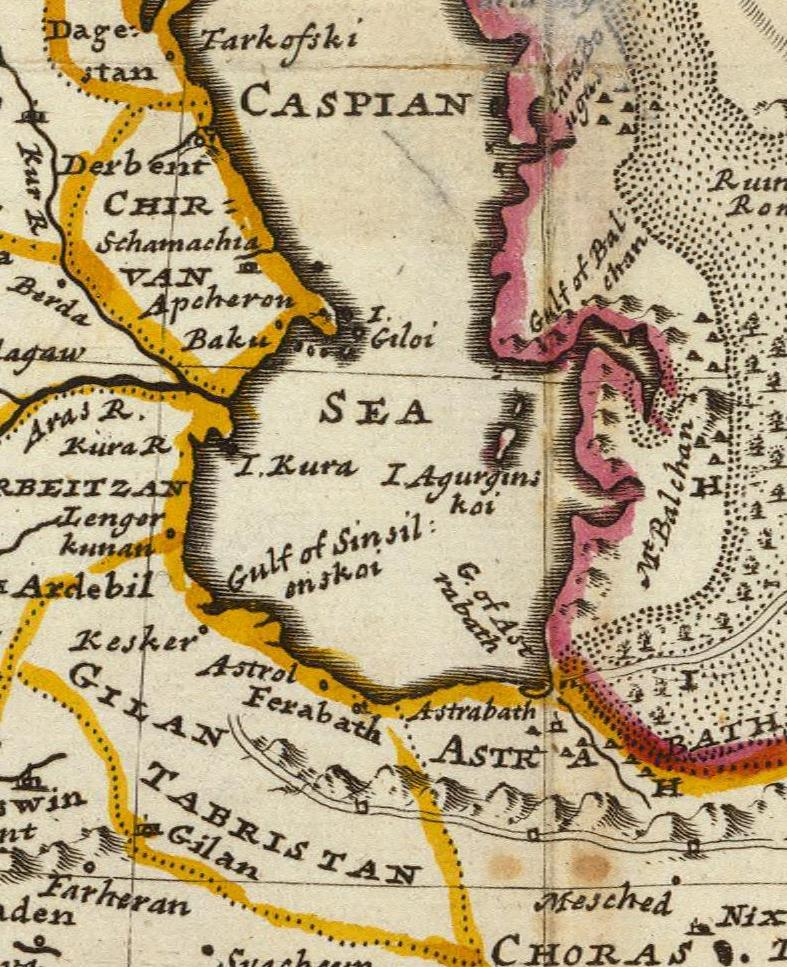
گیلان در ۱۷۳۶، از نقشه هرمان مول

او در یک حمله ناگهانی توسط سران قاجار دستگیر و اعدام شد. آن‌ها هدایت الله، فرزند جوان آقا جمال را به فرمانروایی رشت منصوب کردند. پس از رسیدن کریم خان به قدرت هدایت الله خان به تهران فرستاده شد و یک حامی کریمخان در ۱۷۶۰ جایگزین او شد؛ ولی وقتی کریمخان در یک کارزار نظامی در آذربایجان بود هدایت الله خان به گیلان گریخت و دوباره به مقام فرمانروایی گیلان رسید. بعد از مدتی جنگ و گریز، کریمخان نهایتاً او را ۱۷۶۷ به فرمانروایی گیلان منصوب کرد و دختر او را به عقد پسرش ابوالفتح خان درآورد. هدایت الله خان توانست شبه-استقلال گیلان را تا رسیدن آغا محمد خان به قدرت در دهه ۱۷۷۰ حفظ کند. در ۱۷۷۳ او سعی کرد حمایت روس‌ها را کسب کند و وقتی موفق نشد در ۱۷۷۹ به فتحعلی خان خان خانات قبه برای کمک روی آورد. علاقه هدایت الله خان به حفظ حدی از استقلال باعث شد او در آخرین تلاش برای مقاومت علیه حاکمیت درحال ظهور قاجار دوباره از روس‌ها تقاضای حفاظت کند. گرچه نپذیرفتن تقاضای روس‌ها برای الحاق بندر انزلی منجر شد روس‌ها آغا محمد خان را تحریک کنند که گیلان را فتح کند. مصطفی خان دولو با ۶۰۰۰ سرباز به رشت حمله کرد و هدایت الله خان را شکست داد. وقتی او در یک کشتی روسی پناه گرفت، روس‌ها او را به آقا علی تنها بازمانده خاندان آقا رفیع شفتی که همگی توسط هدایت الله کشته شده بودند تحویل دادند. او توسط آقا علی اعدام شد. گیلان تحت فرمانروایی هدایت الله که تجارت خارجی را با جذب شمار زیادی از ارامنه، روسها، یهودیان و هندیان به رشت حمایت می‌کرد پیشرفت کرد. آن‌ها در کاروانسراهای جداگانه می‌زیستند و تجارت می‌کردند. او با حکمرانی در یکی از بارونق‌ترین ایالات ایران با یک درآمد سالانه قابل توجه (حدود ۲۰۰ هزار پاوند) در یک دوره طولانی ثروت زیادی به دست آورد و با سخاوتمندی زیست. او خراج بزرگی از ابریشم و طلا به حاکمان از محمدحسن خان تا کریمخان و آغامحمدخان می‌فرستاد. او درباری درخشان و با مبلمان عالی و شراب‌های قوی و بردگان گرجی، و یک ارتش حقوق بگیر از ۱۵ هزار مرد داشت که می‌توانست ده هزار نیروی ایالتی هم بدان بیفزاید. او علاوه بر درآمد سرشار از تولیدات محلی خصوصاً ابریشم، از مالیات ثابت سرانه بر جامعه بزرگ ارمنی و نیز از تجارت با روس‌ها که یک پست تجاری مستحکم در انزلی داشتند کسب می‌کرد.

#### سده نوزدهم

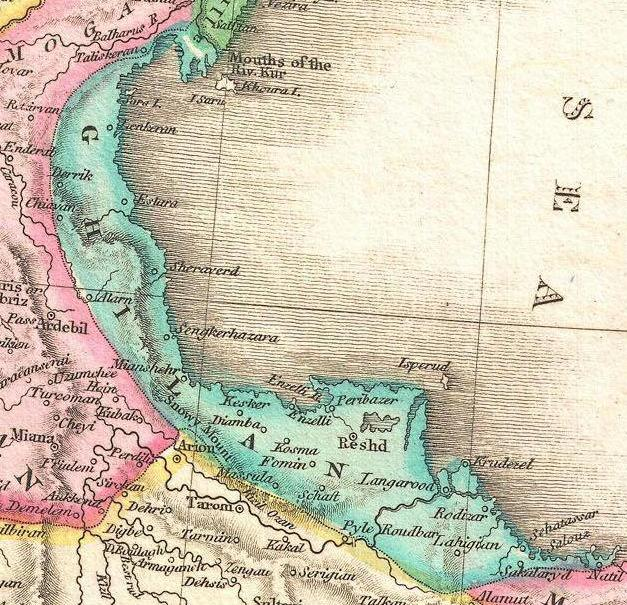
گیلان در نقشهٔ شمال ایران در سال ۱۸۰۸، از اطلس نوی جان پینکرتن

در سده نوزده در اثر منافع استعماری روسیه و بریتانیا، ایران دچار تغییرات عمده سیاسی اقتصادی و اجتماعی شد. گیلان در حوزهٔ تأثیرات روسیه بود و ارتباطات فزاینده با این کشور منجر به تحولات عمده‌ای در سده نوزده و اوایل سده بیستم در این منطقه شد. ازجمله تجارت خارجی افزایش یافت، حمل و نقل دریایی و اثر آن بر واردات و صادرات و مصرف زیاد شد که رفاه در ایالت گیلان را افزایش داد. نتیجتاً راه ارتباطی بین تهران به انزلی از طریق قزوین و رشت منجر به افزایش عبور مسافران به اروپا از خط انزلی–باکو شد. سده نوزدهم در گیلان با ادامه یافتن حکمرانی خاندان‌های محلی دو بخش بیه پیش و بیه پس شروع شد؛ ولی تدریجاً این وضعیت در نیمه دوم سده تغییر کرد و افزایش تجارت خارجی و توسعه سریع حمل و نقل در خزر و سیل مسافر و بار در راه ترانزیتی تهران-انزلی عوامل عمدهٔ مؤثر در جدابودن ایالت را از بین برد و آن را به مدار اقتصاد نوظهور جهانی و قدرت مرکزی آورد. گیلان با تبدیل شدن به مرکز تماس سیاسی اقتصادی و اجتماعی با غرب در واپسین دهه‌های سده نوزده، به میدانی برای شماری از جنبش‌های شورشی مهم رادیکال در دوره ۱۹۰۵ تا ۱۹۲۱ تبدیل شد. قاجاریان موفق شدند بر آشوب سده هجده با ایجاد امنیت نسبی و کنترل بر ایالات فائق آیند. دو مجموعهٔ موقت و ثابت، دستگاه دولتی ایالت را تشکیل می‌داد. یکی فرماندار کل و وزیر که از تهران تعیین می‌شد و شاه و دولت مرکزی را نمایندگی می‌کرد و اغلب موقتی بود، دیگری مسئولان محلی بود که عمدتاً وراثتی و دائم بودند و خان‌ها و حاکمان و نایب‌الحکومه‌ها و کلانتران را شامل می‌شد. گیلان یکی در زمرهٔ چهار ایالت ثروتمند ایران بود و درآمدش گرچه تغییر می‌کرد، قابل توجه بود. علاوه بر این از ۱۸۹۷ که تشکیلات جدید گمرکی به دستیاری بلژیکی‌ها تأسیس شد، درآمد گیلان از گمرک به شدت افزایش یافت. در ۱۹۱۲ درآمد گمرکی ۹٫۶ میلیون قرآن یا به عبارتی، بیش از دو پنجم درآمد کشور از گمرکات بود. افزون بر این دهقانان گیلانی از همتایان شان در بیش‌تر ایالات ایران بهتر بودند. این باید در خاطر بماند که حضور شدید تجار و کارگران خارجی (روس، یونانی، ارمنی) در گیلان و آگاهی بیشتر از پیشرفت‌های اجتماعی در غرب عوامل مؤثر در ایجاد جنبش‌های پیشروی اعتراضی کارگری مختلف و حضور فعال ایالت در جنبش‌های انقلابی در ۱۹۰۶ تا ۱۹۲۱ بود.

#### سده بیستم

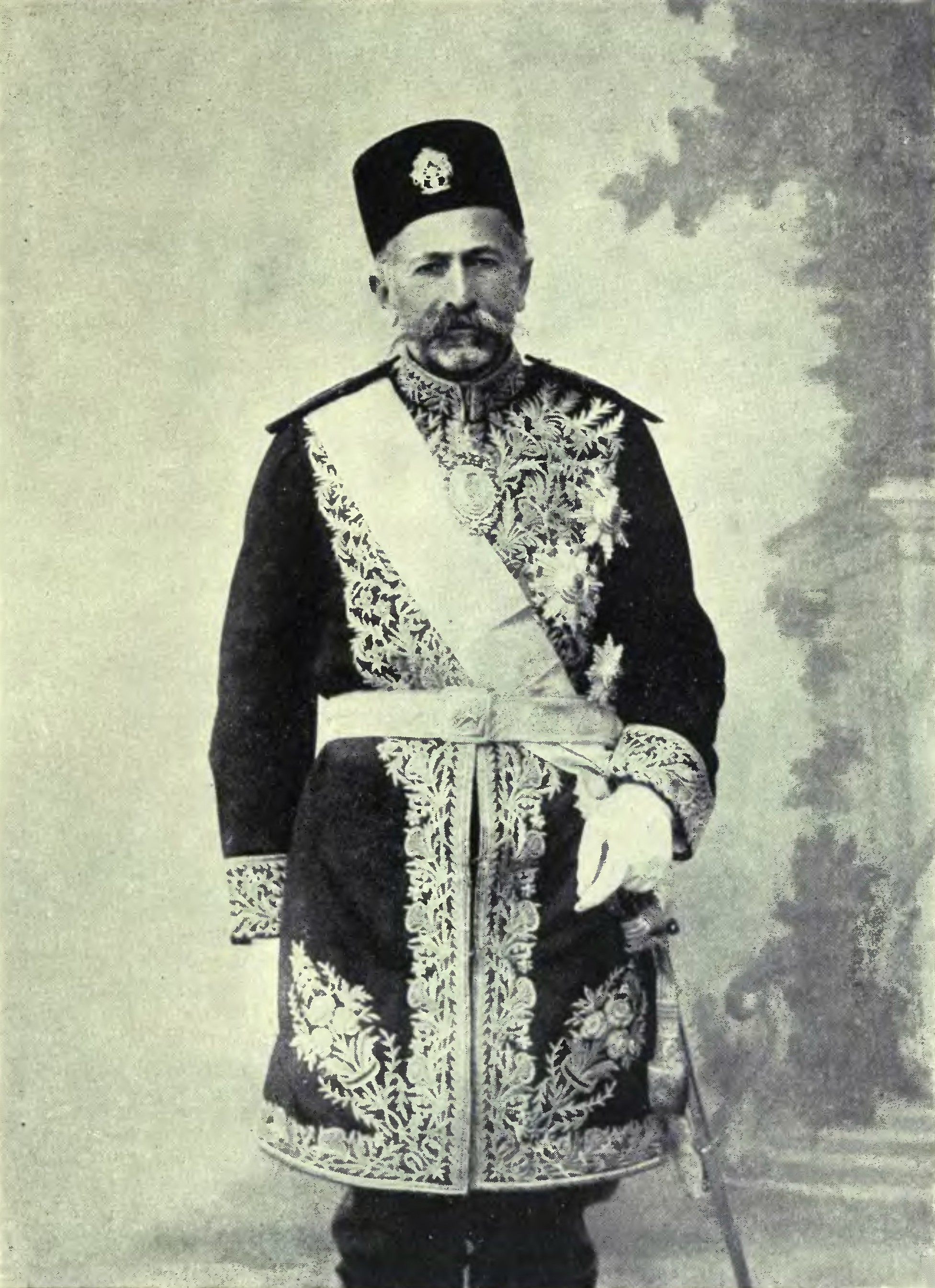
محمدولی تنکابنی معروف به سپهدار حکمران گیلان، فرمانده مشروطه خواهان گیلانی در جریان فتح تهران و ۵ دوره نخست‌وزیر ایران

در ژوئیه ۱۹۰۹ پس از تعطیلی مجلس در دوره محمد علی شاه و به توپ بسته شدن مجلس شورای ملی، مجاهدان مشروطه خواه گیلانی به سوی پایتخت روان شدند و با فتح تهران به همراه عشایر بختیاری، نظام مشروطه را باز در ایران مستقر کردند و سپهدار اعظم تنکابنی، فرمانده مشروطه خواهان گیلانی نیز صدر اعظم ایران شد.

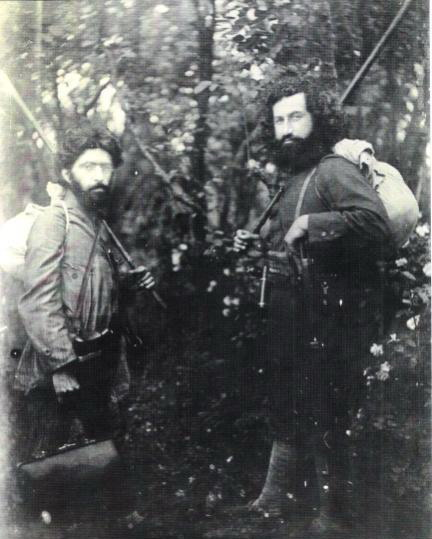
میرزا کوچک خان جنگلی و دکتر حشمت

با آغاز جنگ بین‌الملل اوّل (۱۹۱۴) و ورود نیروهای خارجی به خاک ایران و گسترش فساد در دولت و دخالت نیروهای بیگانه اوضاع سیاسی کشور آشفته بود و زمینداران بزرگ گیلان هم با پشتیبانی کنسول روسیه، بر غارت اهالی شهرها و دهقانان افزوده بودند. میرزا کوچک خان که در تهران با اتحاد اسلام در تماس بود برای ایجاد یک پایگاه نظامی و مبارزه چریکی مخفیانه به گیلان رفت و نخستین پایگاه جنگ‌های چریکی دهقانی را به همراه هفت نفر دیگر ازجمله دکتر حشمت در تولم ایجاد کرد. به تدریج دهقانان و زحمتکشان شهری و بخش از روشنفکران جذب جنبش شدند. قوای دولتی مورد حمایت روسیه و بریتانیا، درحال نزاع دائم با جنگلی‌های مستقر در روستاها بودند. از ژانویه ۱۹۱۷، آنان شروع به خلع سلاح زمینداران و گماشتن نمایندگان خود بر مصادر دولتی در حوزه نفوذ خود کردند. به زودی، وقوع انقلاب اکتبر در روسیه به جنگلی‌ها امید بیشتری داد. روس‌ها در نتیجه ضعف ناشی از انقلاب با جنگلی‌ها روابط دوستانه برقرار کردند و قول دادند قوایشان را از گیلان خارج کنند. بازگشت قوای عثمانی در ماه مه به ایران و تسخیر تبریز هم به پیشرفت آنان کمک کرد. جنگلی‌ها در زمانی فوق‌العاده کوتاه خود را در گیلان تثبیت کردند. تا پایان این سال همه مسؤولین از منسوبان جنگلی‌ها بودند و پس از انقلاب اکتبر همه مسؤولین منصوب حکومت تهران از گیلان خارج شده بودند. آنان دست به اصلاحات اجتماعی مهمی زدند. دهقانان را از پرداخت مالیات معاف کردند. آبرسانی را در دست گرفتند. این اقدامات منجر به ارتقای کشاورزی شد و در شرایطی که همه ایران درگیر قحطی بود تولید کشاورزی گیلان به بالاترین حد خود رسید. آن‌ها به تهران قحطی زده و باکو برنج می‌فرستادند. تا پایان این سال، آنان از ۱ میلیون تومان عایدی خود به کارمندانشان ۲۱۰۰۰ تومان حقوق ماهیانه می‌دادند. در ۵ ژوئن ۱۹۲۰، جمهوری شوروی سوسیالیستی ایران اولین و تنها جمهوری سوسیالیستی در ایران تأسیس شد. در اوایل تیر ۱۲۹۹ کنگره اول حزب کمونیست ایران در انزلی برگزار شد. سپس، تعدادی از زنان رشت جمعیت پیک سعادت نسوان را برای پیگیری حقوق سیاسی و اجتماعی زنان تأسیس کردند. این جمعیت نخستین گروه در ایران بود که هشت مارس را به عنوان روز زن پذیرفت و هر سال مراسم بزرگداشت آن را اجرا می‌کرد. این حکومت با حمله قوای حکومت مرکزی سقوط کرد.

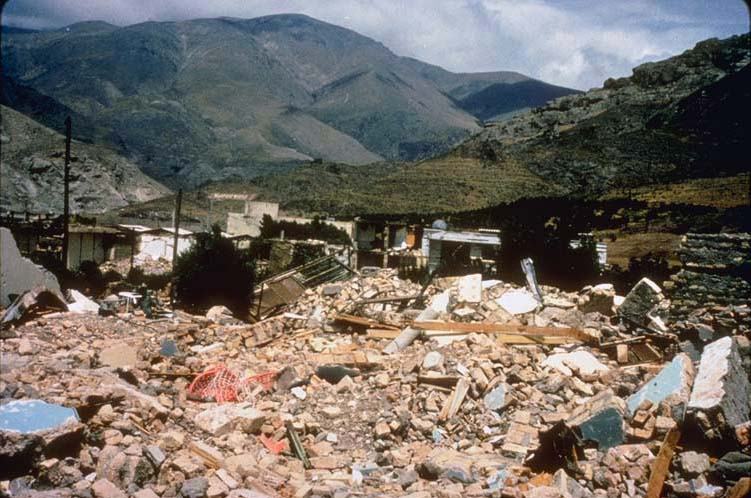

در ۱۹ بهمن ۱۳۴۹، گروه‌های از فدائیان خلق به رهبری علی اکبر صفایی فراهانی و حمید اشرف در کوه‌های گیلان که مناسب جنگ‌های چریکی بود مستقر شدند. آن‌ها در فوریه آن سال اولین عملیات چریکی تاریخ ایران را با حمله به یک پاسگاه ژاندارمری در سیاهکل، و کشتن سه مأمور انجام داده و به جنگل بازگشتند. شاه شدیداً پاسخ داد، و برادرش را در راس یک نیروی مجهز به منطقه اعزام کرد، نتیجتاً تعداد زیادی از سربازان و ۳۰ فدایی کشته شدند. ۱۱ فدایی دستگیر شدند که ۱۰ نفرشان تیرباران شدند و دیگری در اثر شکنجه جان باخت.

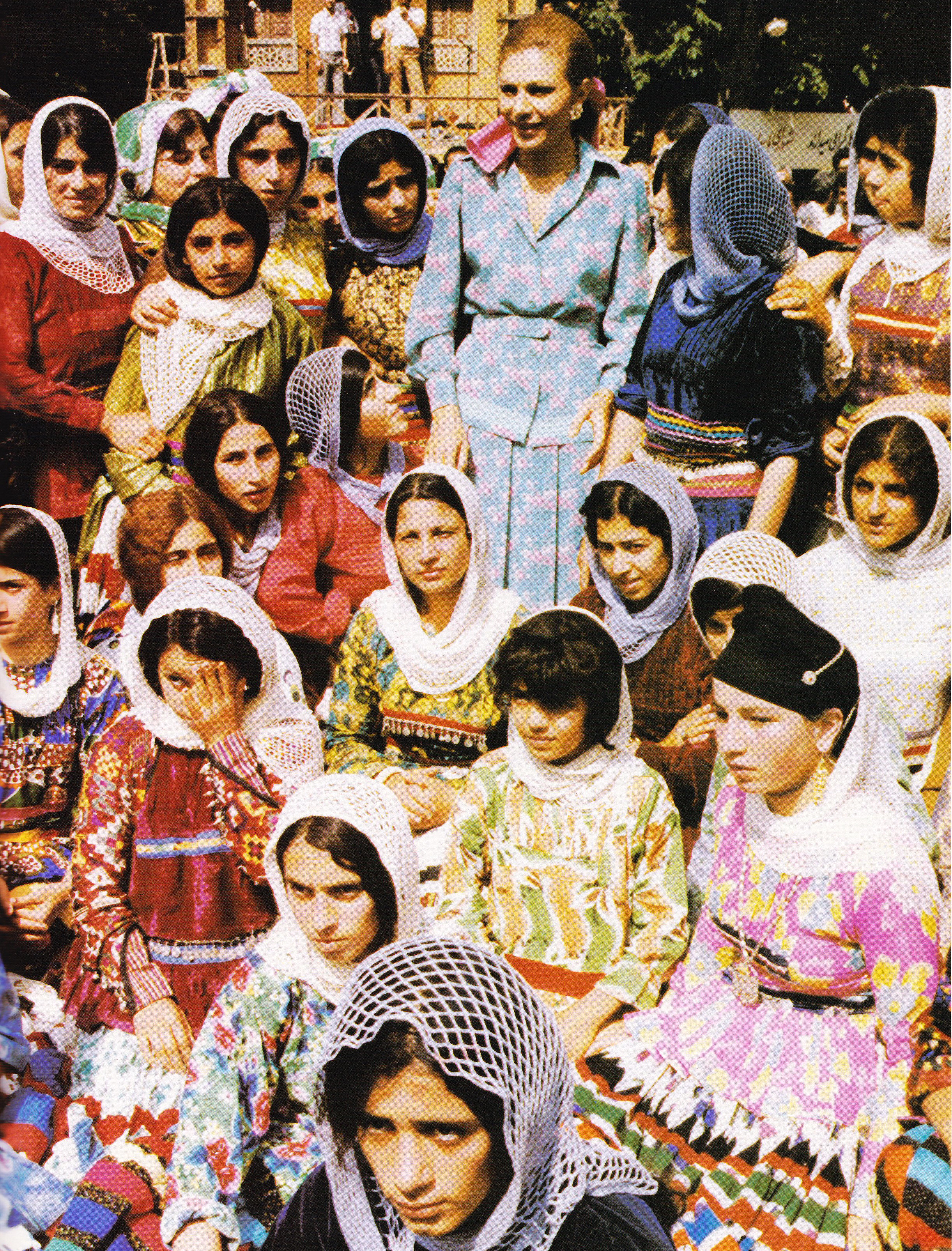
بازدید فرح پهلوی، شهبانوی وقت ایران از گیلان، ۱۹۷۱

وقوع زمین‌لرزه منجیل-رودبار در ۳۱ خردادماه ۱۳۶۹ در استان گیلان موجب خسارات جانی و مالی فراوان گردید. علاوه بر حدود ۳۵٬۰۰۰ نفر که بر اثر این رویداد جان خود را از دست دادند، بیش از ۲۰۰ هزار واحد مسکونی تخریب شدند و خسارات عمده‌ای به تأسیسات و اماکن عمومی در استان‌های گیلان و زنجان که متأثر از این زمین‌لرزه بودند، وارد آمد و حدود ۵۰۰٬۰۰۰ تن بی‌خانمان شدند.

## جمعیت‌شناسی
جمعیت استان گیلان در سال ۱۳۸۹ برابر ۲٬۴۸۰٬۸۷۴ نفر است و ۰٫۹ درصد از مساحت و ۳٫۳ از جمعیت ایران را در بر می‌گیرد. نرخ رشد جمعیت در گیلان به‌طور پیوسته کمتر از رشد کل کشور مانده است، میانگین رشد جمعیت استان گیلان در دورهٔ پنج سالهٔ ۱۳۸۵ تا ۱۳۹۰ با اختلاف ۰٫۶۷ درصدی نسبت به کل کشور، ۰٫۶۲ درصد بود. میانگین کل ایران، ۱٫۲۹ درصد است. از سوی دیگر تراکم جمعیت (شمار شهروندان در کیلومتر مربع) در گیلان همیشه بالاتر از متوسط کل کشور بوده است. این رقم درحال حاضر ۱۷۷ در مقابل ۴۶ نفر در کیلومتر مربع کل کشور است. بُعد خانوار در گیلان، با ۳٫۲ نفر در هر خانواده، کم‌ترین میزان در کل کشور را داراست. میانگین کشوری ۳٫۵۵ نفر در هر خانواده است. از سوی دیگر گیلان با ۸٫۱ درصد در گروه سنی ۶۵ سال و بالاتر مسن‌ترین استان کشور است. کمترین میزان استفاده از شبکه آبرسانی عمومی در کشور، مربوط به استان گیلان است که بلافاصله پس از آن استان سیستان و بلوچستان قرار گرفته که با سهولت دسترسی به منابع آب در گیلان قابل توجیه است.
بیش از ۵۳ درصد مردم در روستاها زندگی می‌کنند. جمعیت متوسط روستا در گیلان همواره از متوسط کشور بالاتر بوده است. در ۱۹۹۶ این رقم برای گیلان ۴۴۱ و برای کشور ۳۳۸ بود. در گیلان به‌طور متوسط در هر ۵٫۲ کیلومتر مربع یک سکونت گاه وجود دارد که این رقم برای کل کشور ۲۴٫۲ است. درحال حاضر ۳۴٫۵ درصد از جمعیت گیلان زیر ۱۵ سال و ۵۹٫۸ درصد آنان بین ۱۵ تا ۶۴ سال دارند و ۵٫۷ درصد بالای ۶۵ سال هستند. مقایسه نسبت افراد زیر ۱۵ سال در سرشماری‌های مختلف نشان می‌دهد جمعیت درحال پیر شدن و ساختار سنی درحال متوازن‌تر شدن است. بنا به سرشماری سال ۱۳۹۰، گیلان و خراسان شمالی تنها استان‌هایی از کشور بودند که نسبت تعداد زنان کمی بیشتر از مردان بوده و ساختار جنسیتی گیلان هم با نوسان نسبت مرد/زن در بازه ۱۰۲٫۵ و ۱۰۴٫۳ در برابر هر ۱۰۰ مرد متوازن است. با توجه به روندهای مهاجرتی و سرشماری‌های قبلی این رقم‌ها قابل قبولند. در ۱۹۹۶ ۵۶٫۳ درصد مردان و ۶۱ درصد زنان بالای ده سال ازدواج کرده بودند که نسبت به بیست سال قبل اندکی کاهش را نشان می‌دهد.
برای بازه سی ساله ۱۹۹۱–۲۰۲۱ سه فرضیه وجود دارد. طبق فرض شدید، نرخ رشد متوسط سالانه جمعیتهای شهری و روستایی گیلان به حدود ۲٫۹۶ و ۱٫۱۶ درصد خواهد رسید. طبق دو فرضیه دیگر این نرخ‌ها کمتر خواهند بود. به نظر می‌رسد فرض دوم واقعی تر باشد و رشد جمعیت شهری به ۲٫۵ و روستایی به زیر ۱ درصد نزدیکتر باشد. در سال ۲۰۰۶ تعداد روستاهای مسکون به ۲۶۸۶ کاهش یافت چرا که ۸ تایشان شهر شده و ۲۴۱ تایشان نامسکون شدند. نرخ باروری (تعداد زایمان زنده در ۲۰۰۶ برای هر ۱۰۰۰ زن در سن تولید مثل) در گیلان ۱٫۴۴ و نرخ تولد خام در کل استان ۱۳٫۸ محاسبه شده است. در بازه ۱۹۹۶ تا ۲۰۰۶ ۱۷۷٬۷۰۷ نفر از گیلان مهاجرت کرده و ۲۰۲٬۳۸۶ از سایر استان‌ها بدان مهاجرت نمودند. پیش‌بینی شده نرخ باروری در گیلان تا ۲۰۲۶ ۱٫۴۹۲ در شهرها و ۱٫۵۹۲ در مناطق روستایی باشد. پیش‌بینی شده مهاجرت هم افزایش یابد. پیش‌بینی شده نرخ رشد جمعیت سالانه گیلان با کاهشی شدید از ۰٫۸۵ درصد به ۰٫۵۸ درصد برسد.

### گروه‌های قومی

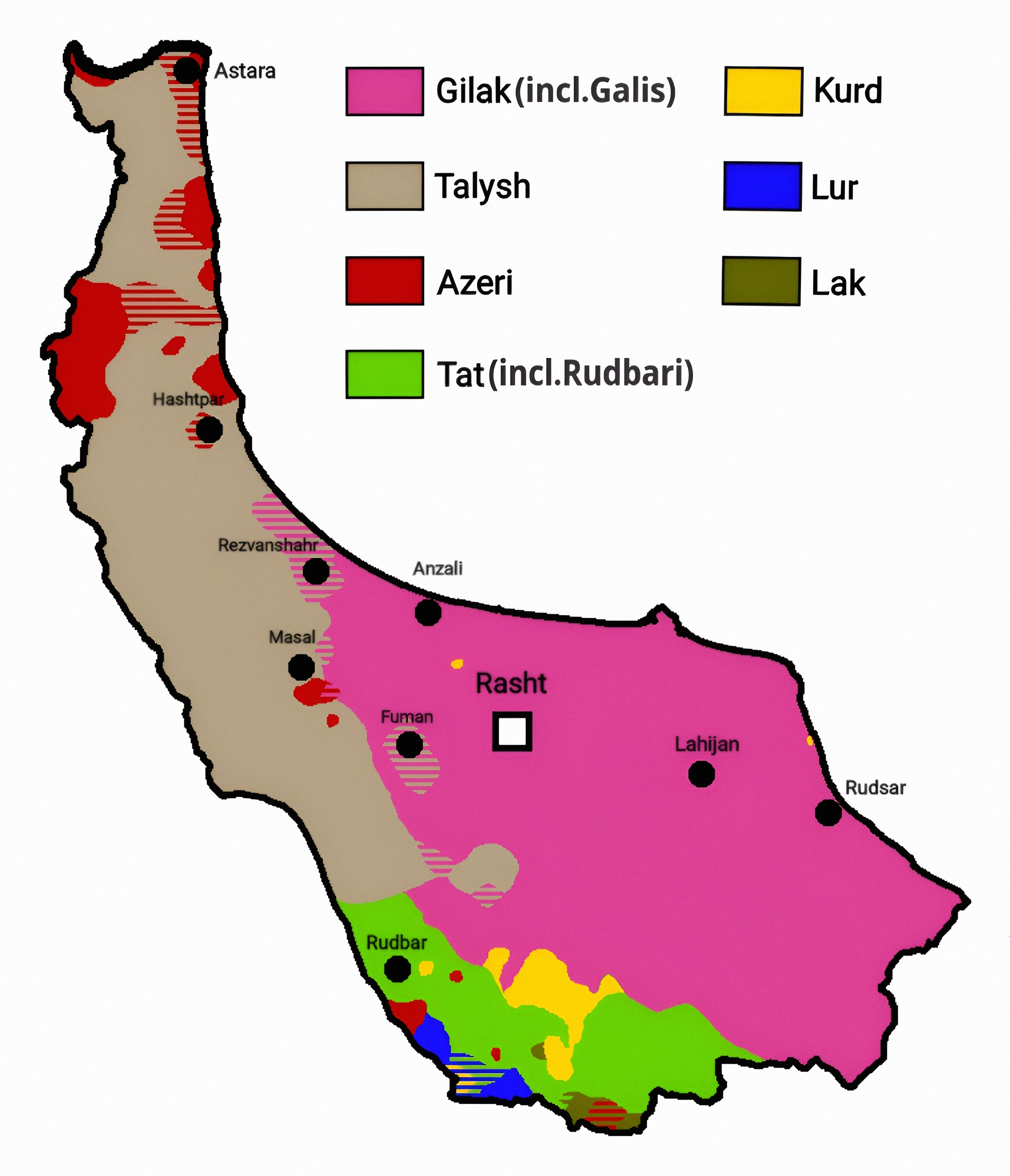

این استان دارای هویت قومی مشخص است. سرزمینی با اقوام گیل گالش و تالش، تاتی(رودباری) و کُرد است گروه‌های قومی اصلی آن متعلق به شاخه شمال غربی گروه زبان‌های ایرانی زبان‌های کاسپین هستند.[۱۳] اکثریت گیلک هستند که در جلگه مرکزی، حاشیه ساحلی شرقی و ارتفاعات جنوب غربی زندگی می‌کند. گیلک‌ها بر اساس تفاوت‌های گویشی و ویژگی‌های اجتماعی فرهنگی به سه گروه تقسیم می‌شوند: گیلک رشتی و لاهیجانی، که به ترتیب در غرب و شرق جلگه زندگی می‌کنند، تفاوت‌های کمی نشان می‌دهند، ولی گیلک گالشی در کوه‌های درکوه وجلگه شرق، زبان متفاوت و شیوه کشت و دامپروری متفاوتی با گیلک جلگه و تالش‌ها که منطقه‌شان از کوهپایه تا دامنه البرز کشیده شده دارد
نظرسنجی سال ۱۳۸۹
طی پژوهشی که به سفارش شورای فرهنگ عمومی در سال ۱۳۸۹ انجام شد و براساس یک بررسی میدانی و یک جامعه آماری از میان ساکنان ۲۸۸ شهر و حدود ۱۴۰۰ روستای سراسر کشور، درصد اقوامی که در این نظر سنجی نمونه‌گیری شد در این استان به قرار زیر بود:
| اقوام استان گیلان | اقوام استان گیلان | اقوام استان گیلان | اقوام استان گیلان | اقوام استان گیلان |
| ----------------- | ----------------- | ----------------- | ----------------- | ----------------- |
| قومیت             | قومیت             |                   | درصد              | درصد              |
| شمالی             | شمالی             |                   | ۸۵٫۹٪             | ۸۵٫۹٪             |
| ترک‌زبان           | ترک‌زبان           |                   | ۷٫۹٪              | ۷٫۹٪              |
| فارسی‌زبان         | فارسی‌زبان         |                   | ۴٫۵٪              | ۴٫۵٪              |
| کرد               | کرد               |                   | ۰٫۹٪              | ۰٫۹٪              |
| عرب               | عرب               |                   | ۰٫۲٪              | ۰٫۲٪              |
| سایر و بدون جواب  | سایر و بدون جواب  |                   | ۱٫۸٪              | ۱٫۸٪              |

### زبان
در گیلان زبان ایران عمده، یعنی زبان گیلکی و زبان تالشی و دو گروه زبانی ایرانی دیگر و به‌طور پیوسته یعنی تاتی و کردی وجود دارند. همچنین گروه‌های زبانی دیگر مانند زبان ترکی آذربایجانی و کولی‌ها (با منشأ هندی) وجود دارند. حدود سه میلیون نفر در گیلان و مازندران گیلکی را به عنوان زبان اول یا دوم صحبت می‌کنند.و همین زبان دارای دونوع گویش شرقی و مرکزی تقسیم می‌شود (بیه پس و بیه پیش )از گیلکی درشرق  و برخی نقاط غرب استان و زبان تالشی در غرب استان و در جلگه و کوه‌های تالش استفاده می‌شود.و زبان‌های تاتی و کُردی در جنوب شرقی و تا به جنوب غربی پراکنده است و نیز در چند روستای دهستان دیلمان و شهرستان رودبار گفتگو می‌شود. همچنین به کُردی کرمانجی نیز در چند روستای شهرستان رودبار گفتگو می‌شود.
گیلکی دارای دو گویش عمده خاوری و باختری است که سفیدرود مرز بین متکلمان این دو گویش است. گیلکی از نظر زبان‌شناسی، به شاخه شمال غربی زبان‌های ایرانی تعلق دارد. در میان اشعار گویندگان بعد از اسلام به آثاری برمی‌خوریم که به گیلکی کنونی نزدیک است. همچنین در گذشته کسانی را که ترانه‌های گیلکی می‌خواندند پهلوی‌خوان می‌نامیدند. این زبان نشریات منثور نوپا، ازجمله روزنامه‌ها، و ادبیاتی درحال شکوفایی دارد. از نظر دستور زبان تفاوت‌های زیادی بین گیلکی و فارسی استاندارد وجود دارد مانند نحوه قرار گرفتن موصوف و صفت که در گیلکی برخلاف فارسی صفت پیش از موصوف قرار می‌گیرد.زبان تاتی در گیلان مشابه تاتی طارم علیا در شمال استان زنجان است. زبان تالشی نیز خود به سه گروه شمالی، مرکزی و جنوبی تقسیم می‌شود که نوع جنوبی آن به تاتی بسیار نزدیک است. تاتی و تالشی با یکدیگر به خانواده بزرگ‌تری به نام زبان‌های تاتی‌تبار (تاتیک) تعلق دارند. رودباری نیز گویشی از زبان تاتی می‌باشد که ساختاری گیلکی یافته است.زبان اهالی مناطق رودبار الموت،دیلمان طالقان ،رودبار قصران، بخش آسارا، دماوند، کوه‌های سمنان، فشگلدره و کوهپایه، ساوجبلاغ و … تاتی وکُردی است و از دیدگاه زبان‌شناسی نزدیک‌ به تالشی می‌باشد و بر پایه گمانه زنی ها همان زبان آذری (که با توجه به گویش گاه‌های آن همان زبان مادی یا دست کم شاخه اصلی آن)که زبان رسمی کشور قالب زبان‌های استان گیلان است و بیشترشان در میان نسل جوان گویشورانی ندارند.

## دین
عمده جمعیت گیلان همچون اکثریت مردم ایران شیعه‌اند. بخشی از تالش‌ها اقلیت قابل توجه سنی شافعی را در مرکز و شمال منطقه تالش شکل می‌دهند.

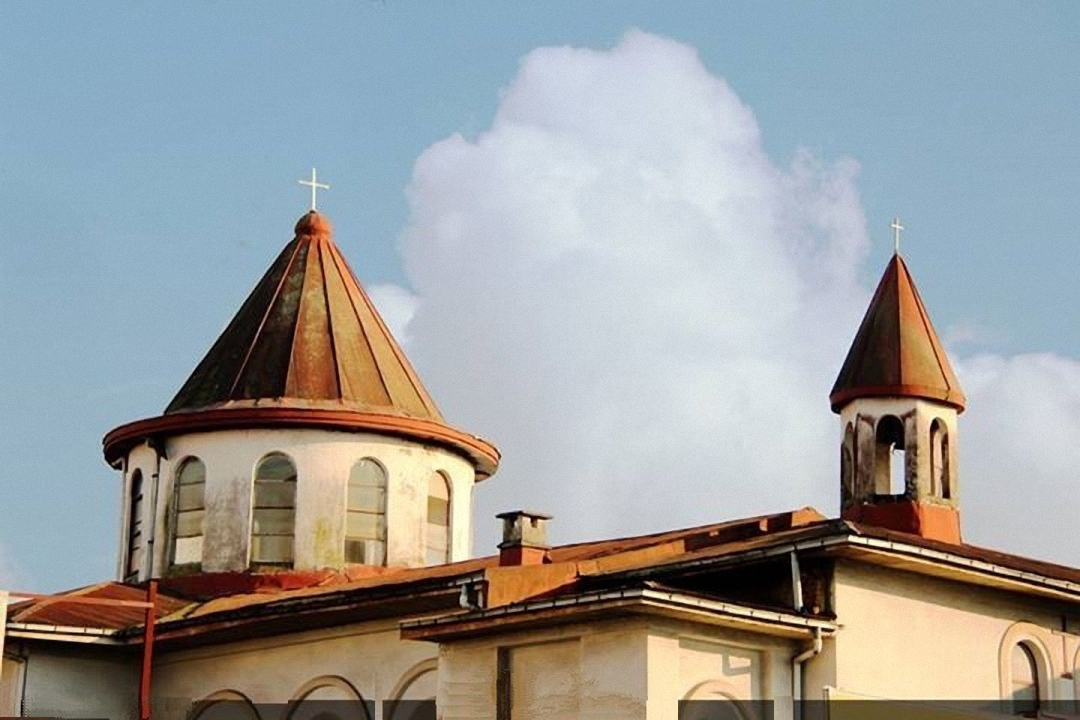
کلیسای مسروپ مقدس، رشت

| دین مردم استان گیلان | دین مردم استان گیلان | دین مردم استان گیلان | دین مردم استان گیلان | دین مردم استان گیلان |
| -------------------- | -------------------- | -------------------- | -------------------- | -------------------- |
|                      |                      |                      |                      |                      |
| شیعه                 | شیعه                 |                      | ۹۶٪                  | ۹۶٪                  |
| سنی                  | سنی                  |                      | ۴٪                   | ۴٪                   |

### تاریخچه
تغییر دین به اسلام پس از ۳۰۰ تا ۴۰۰ سال از ورود آن به ایران آغاز شد. در غرب گیلان، ابوجعفر قاسم بن محمد تومی تمیمی عالم حنبلی از آمل، اسلام سنی را ترویج کرد. در شرق گیلان، حسن بن علی اطروش ناصرالحق علوی که در هوسم موعظه می‌کرد مردم را به شیعه زیدی فراخواند. مقبره او در آمل توسط زوار اهل شرق گیلان زیارت می‌شد. تفرقه بین غرب حنبلی گیلان و شرق زیدی ناصری گیلان سده‌ها ادامه یافت و همچون شکافی سیاسی و فرهنگی عمل کرد. از سده یازدهم میلادی علمای سنی و حنبلی زیادی از غرب گیلان با نسب گیلانی برخاستند. شرق گیلانی‌ها به دیلمیان زیدی مرتبط شدند و در بسط دیلمی سده دهم (به بیان مینورسکی) مشارکت کردند. زمانی که اسماعیل صفوی، مؤسس سلسله صفوی از آق قویونلوها فرار می‌کرد میرزا علی کیا، شاه کیایی گیلان از او پذیرایی کرد و دانشور لاهیجانی شمس الدین لاهیجی را برای استادی برای آموزش او گماشت. اسماعیل از ۱۴۹۳ تا ۱۴۹۹ در کوه‌های لاهیجان تحت تربیت صوفیان به دور از کودکان، زنان و با سوگند شهادت می‌زیست. گفته شده اسماعیل در اثر آموزش‌های شمس الدین و اطرافیان به شیعه گرایش پیدا کرده است. بعدها شیعه مذهب رسمی دولت صفوی شد. در ۹۳۵ هجری کارکیا سلطان احمد اول فرمانروایی کیایی، به ترغیب شاه طهماسب، مذهب زیدی خود را ترک کرد و شیعه اثنی عشری را پذیرفت، و تلاش کرد پس از بازگشتش به گیلان، آن را بر رعایایش تحمیل کند.

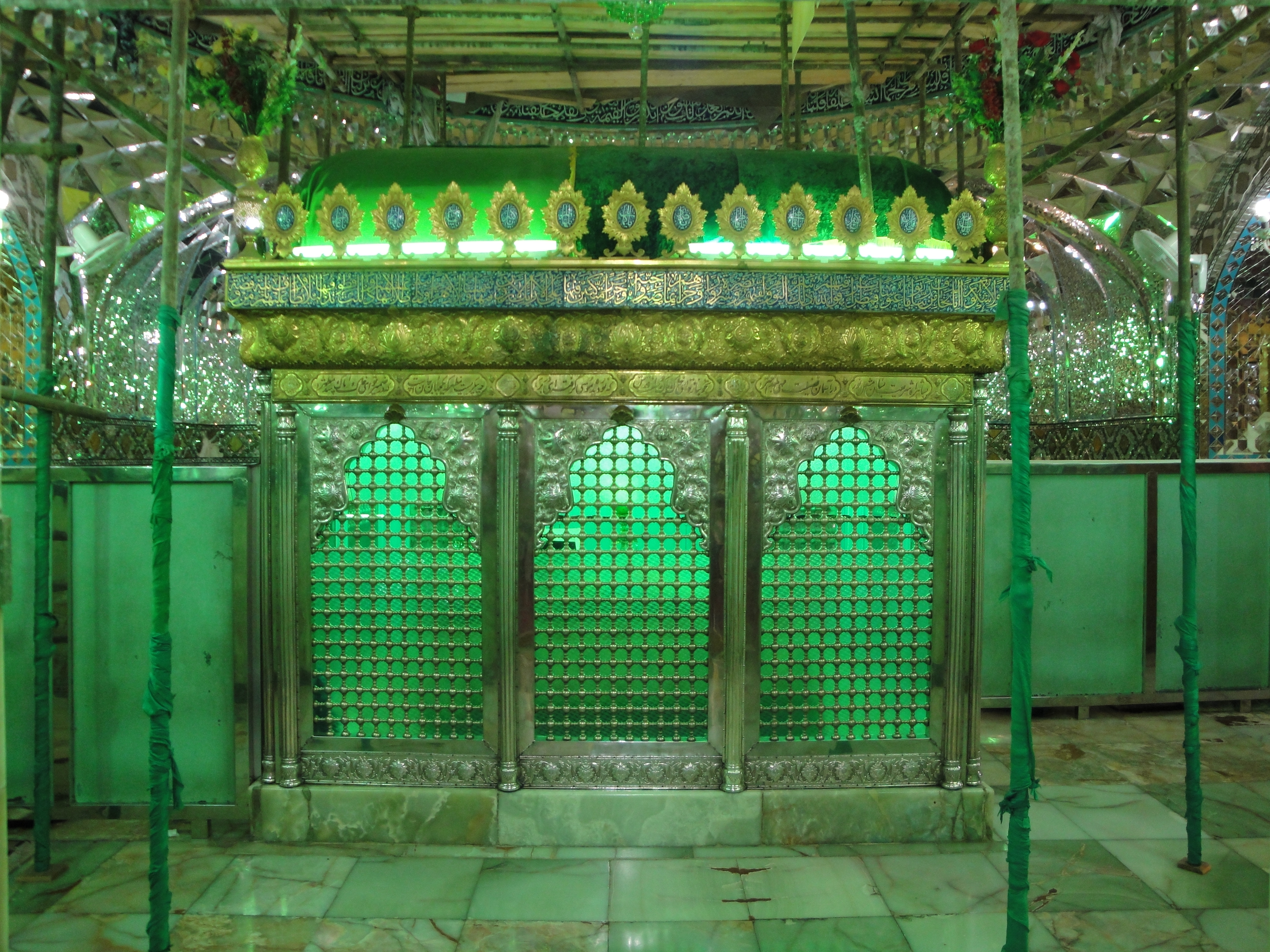
ضریح آقا سید جلال الدین اشرف، آستانه اشرفیه

یک نسخه خطی ارمنی در سال ۹۰۰ قمری خبر از وجود ارمنیان در گیلان می‌دهد. به نوشته اسماعیل رائین، شاه عباس حدود ۲۷ هزار خانوار ارمنی را از ارمنستان به مازندران و گیلان کوچاند تا به پرورش کرم ابریشم بپردازند. آن‌ها تجارت دریایی در کاسپین را در اختیار داشتند. ارامنه نقش مهمی در نهضت مشروطیت گیلان داشتند و یکی از آنان به نام یپرم‌خان از رهبران مشروطه خواهان گیلان بود. در سال‌های اخیر شمار ارمنیان کم شده تا جایی که در سرشماری ۱۳۷۵ تعداد مسیحیان گیلان ۲۴۹ نفر بوده است. جوامعی از یهودیان در گیلان وجود داشته‌اند که هم‌اکنون تعدادشان بسیار کم شده است.

## اقتصاد

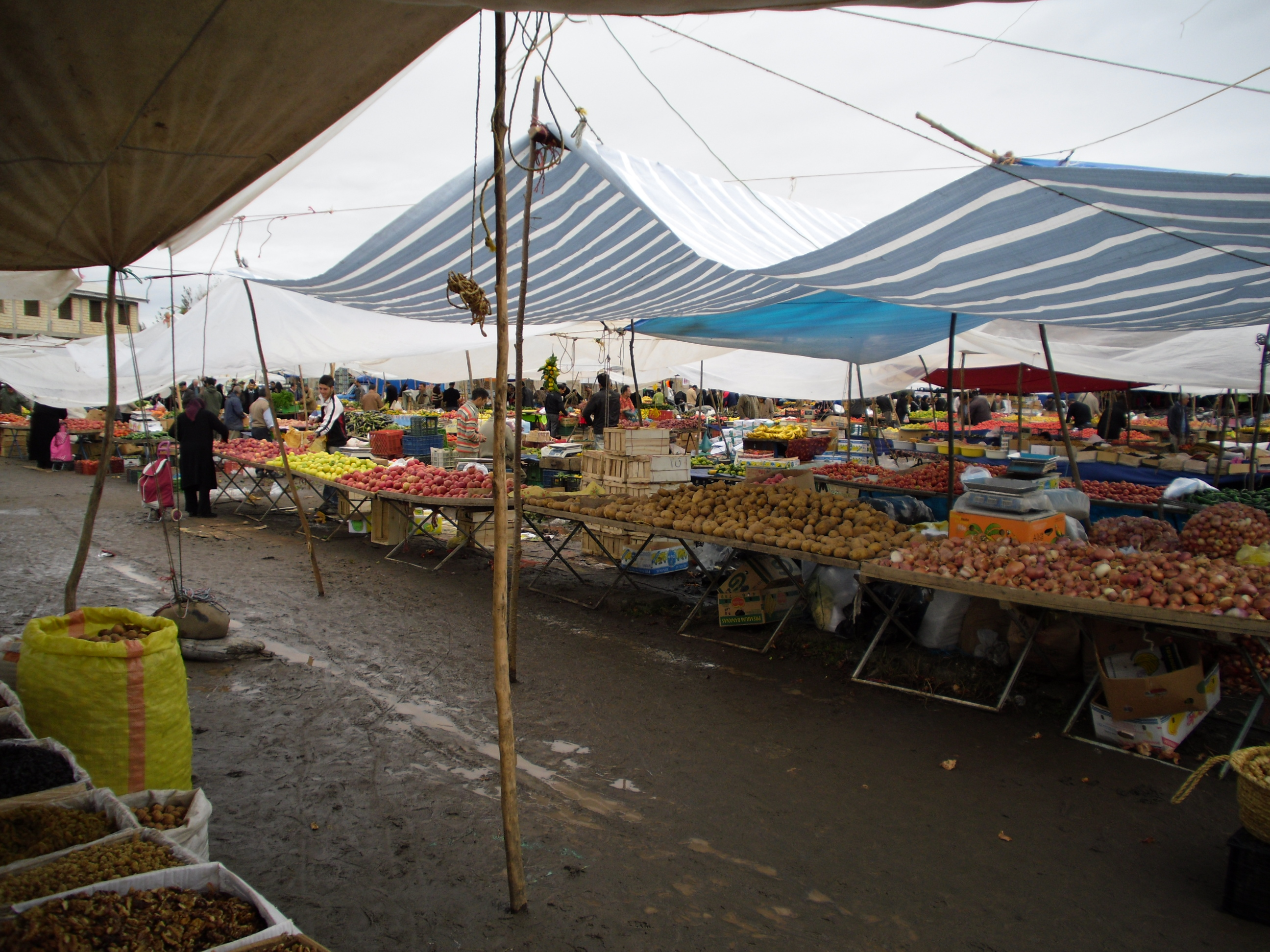
یکشنبه بازار رودسر، نمونه‌ای از بازارهای هفتگی گیلان

اقتصاد گیلان، بر پایه کشاورزی، دامداری، صیدماهی و پرورش زنبور عسل و کرم ابریشم استوار است. مهم‌ترین محصولات کشاورزی شامل برنج و چای است که در شهرهای مختلف گیلان، ازجمله لاهیجان و رودسر کشت می‌شوند. زیتون نیز از دیگر فراورده‌های زراعی است که کشت آن در شهرستان رودبار رایج است. مراکز مهم صید ماهی عبارتند از بندر آستارا، بندر کیاشهر و بندرانزلی. مهم‌ترین مراکز پرورش زنبور عسل عبارتند از اشکور بالا و پایین، عمارلو، دیلمان، آستارا و تالش. دامداری نیز در مناطق کوهپایه‌ای انجام می‌شود. گندم و جو، بادام زمینی، توتون و فندق نیز از دیگر محصولات زراعی گیلان می‌باشند که هنوز نیز به صورت انبوه در نقاط مختلف استان کشت می‌شوند. فعالیت تجاری با شبکه بسیار متراکم مراکز بازرگانی بسیار انبوه‌تر از داخل ایران است. هر محله بقالی و قهوه‌خانه و بالاتر از این سطح اولیه هر واحد کوچک جغرافیایی بازاری دارد، که اغلب در کنار راه‌های اصلی است. مهم‌ترین ویژگی اصلی جلگه مرکز گیلان (همانند مازندران) شمار و رونق فعالیت بازارهای هفتگی ست. مراکز شهری با ده‌ها مغازه ساختار تجاری غنی تری دارند. تنها دوتایشان، لاهیجان در شرق و انزلی در غرب وزن جمعیتی و اقتصادی بیشتری دارند ولی به شدت زیر سایه رشت مرکز استان قرار دارند که بر زندگی شهری در گیلان سلطه دارد. در دهه‌های اخیر با وجود رشد سریع جمعیت، نه تنها فعالیت‌های اقتصادی در استان گیلان گسترش نیافته است بلکه با انقباض روبرو بوده و برخی از رشته‌های مهم فعالیتی خود را نیز از دست داده است. دخالت دولت در کنترل قیمت برنج و چای از راه واردات موجب کاهش قیمت این محصولات در سطحی پایین از سطح عمومی قیمتها شد و اعمال این هزینه بر کشاورزان گیلان شد. این سیاست‌ها موجب انتقال ارزش افزوده کشاورزان گیلانی به سایر مناطق کشور شد و خدمات بازرگانی و صنعتی وابسته به آن نظیر شالیکوبی نیز به تعطیلی کشانده شدند. عدم سیاست‌های مناسب هم منجر به کاهش شدید تولید صنایع دستی شد. آمار دولتی بیکاری در گیلان ۱۴٫۵ درصد (ششم در ایران) است که تا ۲۵ درصد هم تخمین زده می‌شود. میزان بیکاری باسوادان بسیار بیشتر از بیکاری بی‌سوادان است.

عرضه نان تمیجان در بازار لنگرود

### صنعت

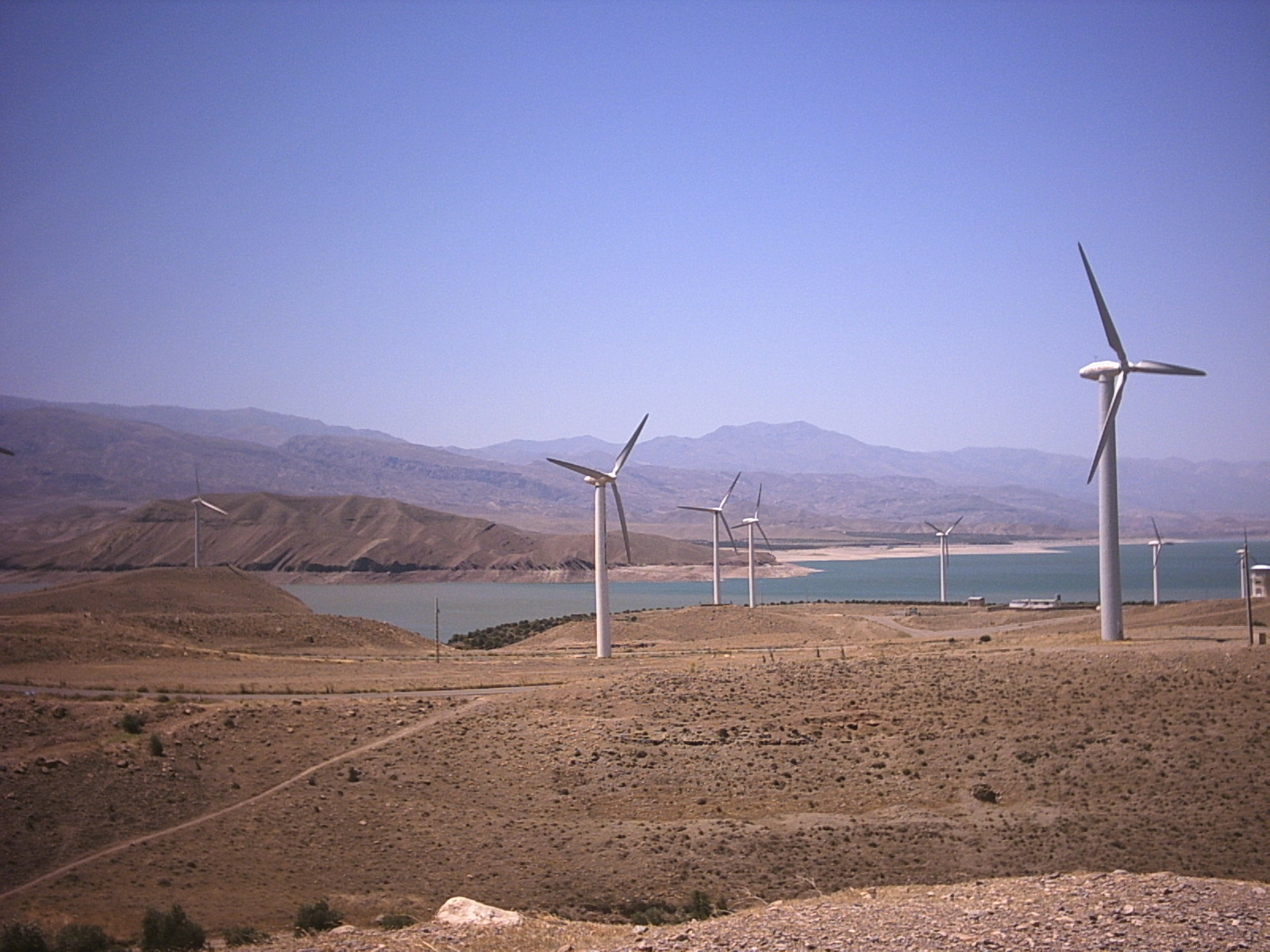
توربینهای تولیدکننده برق در منجیل

گیلان با تنها ۳۷٫۷ درصد جمعیت شهری به‌دلیل تراکم بسیار بالای جمعیت روستایی و سطح نسبتاً پایین صنعتی‌سازی یکی از شهری نشده‌ترین استان‌های ایران است. گیلان تقریباً هیچ منبع معدنی مهمی ندارد و عمده صنایع اش محصولات کشاورزی را فراوری می‌کنند: کارخانه‌های برنجکوبی در همه جلگه، کارخانه‌های چای در لاهیجان، لنگرود و فومنات، کارخانه‌های روغن پیرامون رودبار، کارخانه‌های فراوری ماهی و خاویار در انزلی، کارخانه‌های ابریشم، تنباکو و لبنیات در رشت پراکنده‌اند. مجتمع عظیمی در میانه دهه ۱۹۷۰ برای بهره‌برداری از منابع طبیعی چوب جنگل‌های انبوه غرب گیلان با نام چوکا در خلیفه آباد اسالم و یک کارخانه کاغذسازی در پونل علاوه بر چند کارخانه کوچکتر چوب بری در جنوب تالش و شرق گیلان وجود دارند. جز این بخش مبتنی بر منابع منطقه‌ای همه صنایع در رشت واقع شده‌اند. شهرصنعتی رشت که با ۲۸۰ واحد صنعتی یکی از پنج شهر صنعتی بزرگ ایران است در ۱۲ کیلومتری جنوب رشت واقع شده است.
در زمینه تولید برق از منابع تجدیدپذیر، نیروگاه‌های بادی منطقه رودبار و منجیل از بزرگ‌ترین مزارع بادی ایران و خاورمیانه محسوب می‌شوند. درحال حاضر ظرفیت نیروگاه بادی این ناحیه به ۱۰۰٫۸ مگاوات رسیده که حدود دو دهم درصد از کل تولید برق ایران است.

### کشاورزی

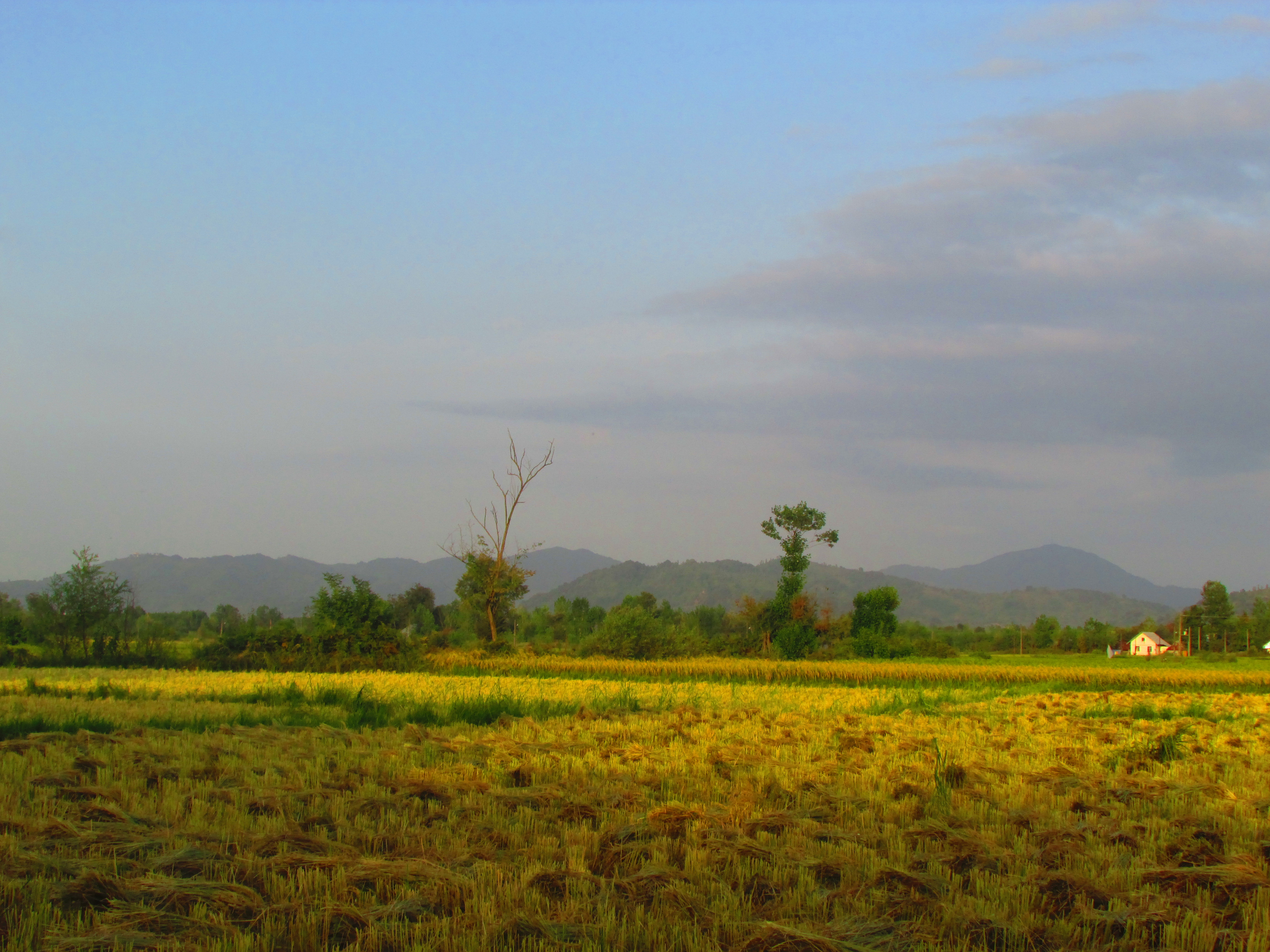
فصل بریدن برنج در مزارع اطراف لاهیجان

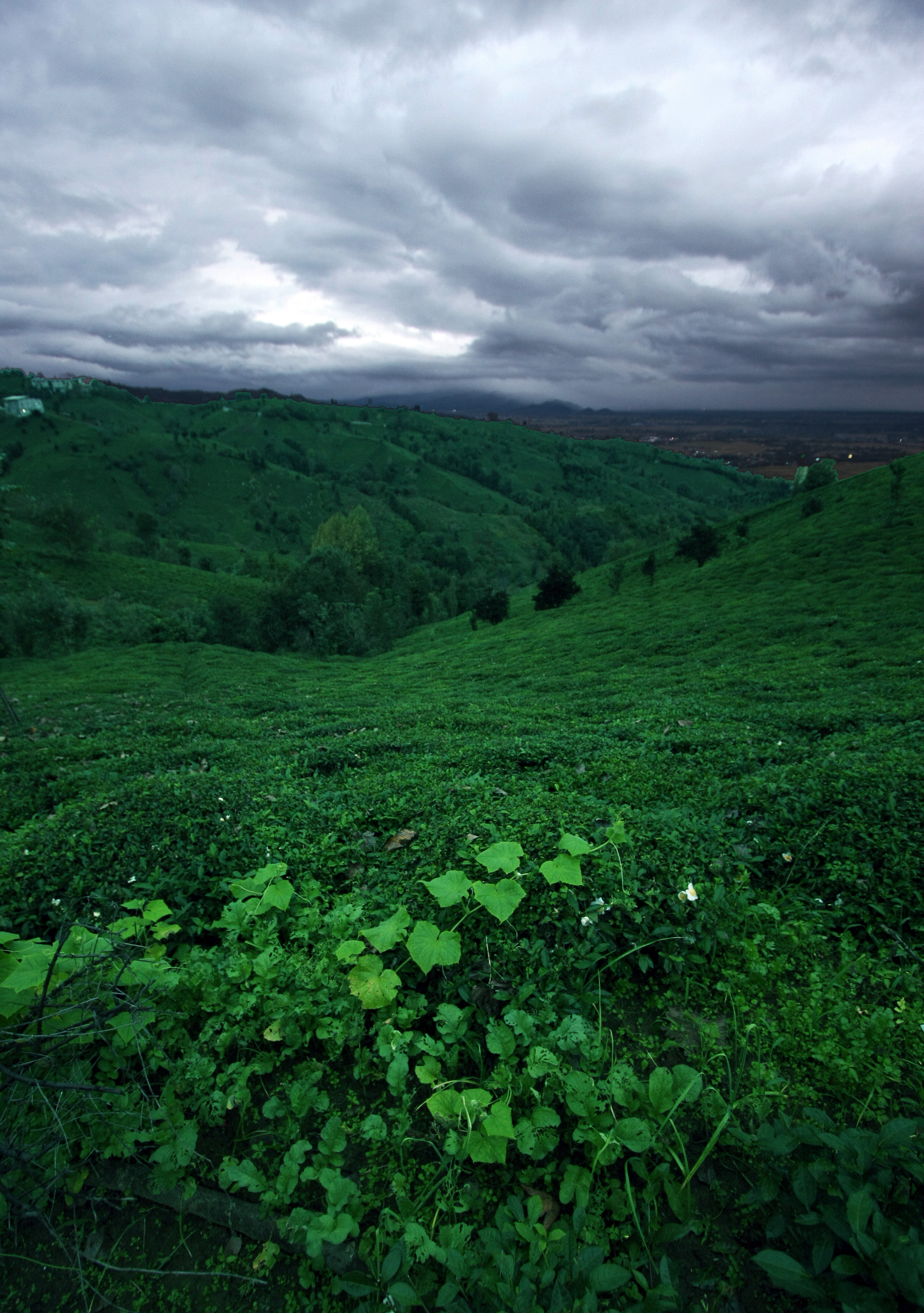
باغات چای در نزدیکی رودسر

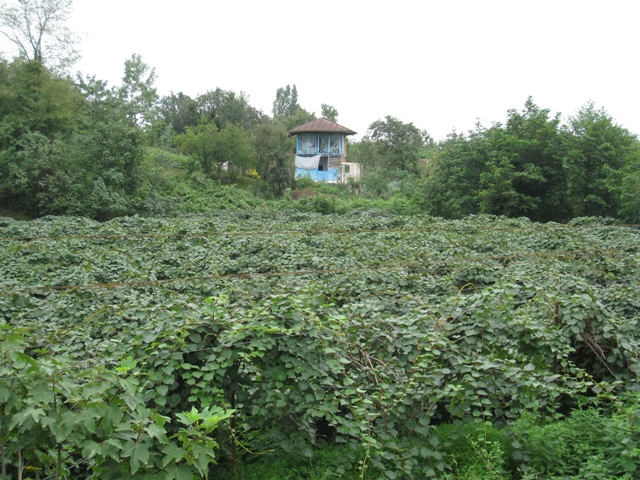
باغ کیوی در کندسر بی‌بالان (شهرستان رودسر)

گیلان در زمینه تولید چای، زیتون، فندق و بادام زمینی مقام اول و به لحاظ تولید برنج مقام دوم در ایران را داراست اخیراً باغات کیوی به‌خصوص در شرق گیلان رواج ویژه‌ای داشته و این محصول نیز به عنوان یکی از تولیدات این استان است. محصول اصلی کشاورزی تاکنون برنج بوده است. تقریباً همه زمین‌های قابل آبیاری شالیزارند (بیش از ۴۰ درصد مساحت جلگه). برنجکاری در همه مناطق وجود دارد ولی در دلتای سفیدرود بین لشت نشا و رشت و طالش دولاب شالیزار تقریباً تنها کشت موجود است. ۵۲ درصد اراضی کشاورزی گیلان به کشت برنج اختصاص دارد. تا سال ۱۳۶۱ شمسی گیلان بزرگ‌ترین تولیدکننده برنج ایران بود و ۴۰ تا ۵۰ درصد تولید ملی را داشت ولی در این سال استان همجوار مازندران از آن پیشی گرفت. ۶۰ درصد تولید استان در ناحیه دلتای سفیدرود انجام می‌شود ولی در جلگه‌های حاشیه‌ای غربی و شرقی تولید برنج با محصولات متنوع دیگری ترکیب شده است. این میزان تولید در گیلان اخیراً رخ داده است. در ۱۹۱۱ رابینو نوشت: «گرچه برنج گیلان از مازندران و استرآباد بهتر است، دو تای آخری پایتخت و مرکز ایران را تأمین می‌کنند.» و چرچیل و ابوت گفته‌اند که در میانه سده نوزدهم گیلان مجبور بود برای تأمین نیاز محلی خود از مازندران وارد کند. این مسئله دو دلیل اصلی داشت: اولاً زمینداران گیلان برای پاسخ به نیاز فزاینده بازارهای اروپایی اولویت را به نوغان داری می‌دادند و این تازه در ۱۸۶۰ بود که به علت نابودی کرم‌های ابریشم توسط مرض پبرین کشاورزان به برنج روی آوردند؛ ثانیاً گیلان تا ابتدای سده بیستم و احداث راه رشت-قزوین، که آن را به فلات ایران مرتبط کرد از بقیه کشور ایزوله بود. تهران به‌دلیل امکانات ارتباطی از آمل توسط مازندران تأمین می‌شد. مانند بسیاری از دیگر فعالیت‌ها، تولید برنج در گیلان به‌دلیل نیاز بازار روسیه رونق گرفت.

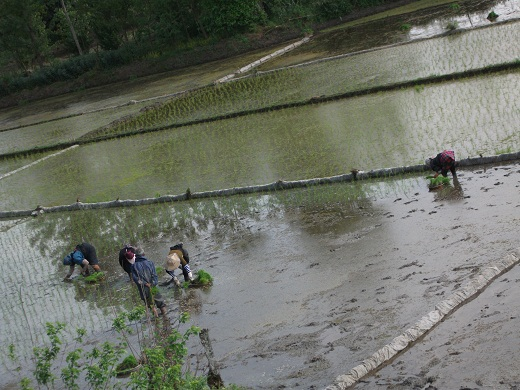
نشای برنج

کشت توت برای تغذیه کرم ابریشم که زمانی از برنج مهم‌تر بود قدیمی‌ترین فعالیت کشاورزی است و در خوشابر و گشت در غرب و در آستانه تا قاسم‌آباد در شرق در کوهپایه‌ها انجام می‌شود. امروزه گیلان اصلی‌ترین منطقه تولید ابریشم در ایران است، و ۸۰ درصد تولید ملی را که بین ۲۰۰ تا ۴۰۰ تن در سال می‌شود را در اختیار دارد. تیلمبار، محل نگهداری کرم‌های ابریشم از مشخصه‌های معماری بومی گیلان است. شرکت سهامی پرورش کرم ابریشم ایران در رشت واقع شده است.
اولین کارخانه فرآوری چای در ایران در ۱۳۱۱ در یک ایستگاه تحقیقاتی در لاهیجان تأسیس شد و انگیزه‌ای برای کشت این گیاه ایجاد کرد. چای امروز مهم‌ترین محصول زراعی است و لاهیجان منطقه اصلی آن است. تنباکو در فومنات و مرکز تالش و درختان میوه در دو حاشیهٔ ساحلی کشت می‌شوند و میوه‌هایی چون گیلاس و آلو در شمال تالش و میوه‌های مرکبات در شرق گیلان تولید می‌شوند. دامداری در همهٔ محلات جلگه مرکزی به‌دلیل فقدان مرتع خوب وضع پایینی دارد ولی برای شهروندان تالش و گالش کمربند کوهستانی منبع درآمدی اصلی ست. روستانشینان تالش و مرکبات پروران شرق گیلان هم گوساله و گوسفند نگهداری می‌کنند. در دیلمان، عمارلو و اشکورات مزارع وسیع دیمی گندم وجود دارد. منطقه رودبار و منجیل به‌دلیل اقلیم مدیترانه‌ایش نظام کشاورزی بی‌همتایی در ایران دارد که منشأ اصلی درآمد در آن زیتون و گندم و دامداری و شالیزارهای کنار سفیدرود در بخش رستم‌آباد است. شیلات و صنایع وابسته، یکی دیگر از حوزه‌های فعالیت در استان گیلان است و علاوه بر آبزی‌پروری در مزارع پرورش ماهی، صید ماهیان استخوانی و غضروفی (ماهیان خاویاری) از دریای خزر نیز بخشی از این فعالیت محسوب می‌شود. گیلان حدوداً نصف تولید خاویار (بین ۲۰۰ تا ۲۵۰ تن در سال) و استروژن (بین ۱۴۰۰ تا ۱۷۰۰ تن) ایران را در اختیار دارد. علاوه بر این فعالیت خاص، ۲۶ تعاونی صیادی بین ۴۰۰۰ تا ۶۰۰۰ تن ماهی‌های حلال صید می‌کنند.

### صنایع دستی
منطقه گیلان سنت صنایع دستی بزرگی نظیر استان‌های داخلی ایران ندارد. ازجمله سنتهای محلی می‌توان ابریشم، یا چادرشب قاسم‌آباد، قلابدوزی رشت، حصیربافی شامل سفره، سبد و کلاه، مصنوعات چوبی خم شده مثل پایه میز و جاسیگاری و سفالگری گمج (نوعی ظرف لعابی از جنس خاک رس) را نام برد. این دامنه محدود صنایع دستی به این دلیل است که گیلان بیشتر منطقه تولیدکننده ماده خام (مثل ابریشم) بوده تا جایی که محصولات تمام شده تولید می‌کرده و ضمناً این منطقه به مدت طولانی روستایی مانده و کارگاه‌ها و استادکاران حرفه‌ای اهمیت ناچیزی داشته‌اند. از محصولات نساجی گیلان می‌توان به لنگ، پارچه تافته و کجینی اشاره کرد. در شمال تالش شال، و در جنوب استان جاجیم هم بافته می‌شود. نمدبافی در جنوب تالش و سیاه ورود و طارم و نیز در قاسم‌آباد رواج دارد. حصیربافی فعالیت مشخص دلتای سفیدرود و تالاب انزلی است. گونه‌های مختلف گالی و نی روینده در ساحل دریا و نیز در منابع آب کشاورزی، به عنوان ماده اولیه حصیربافی مورد استفاده قرار می‌گیرند. تا پایان دهه ۱۹۷۰ در مناطق مختلف گیلان پنج نوع اصلی سفالگری شناسایی شده است که عبارتند از: کاسه و تنور نانوایی در هشتپر، گمج، نمکار و چیره در جیرده، گمج و چیره خام در گیلده و خرطوم، ظروف آب و ماست در روستاهای غرب تالاب انزلی و نزدیک سیاهکل، جنوب رودسر. تنها کارگاه‌های شهری سفالگری در خمیران زاهدان در رشت موجود بوده است. سفال همچنین برای پوشش سقف خانه‌ها مورد استفاده قرار می‌گیرد.

### گردشگری

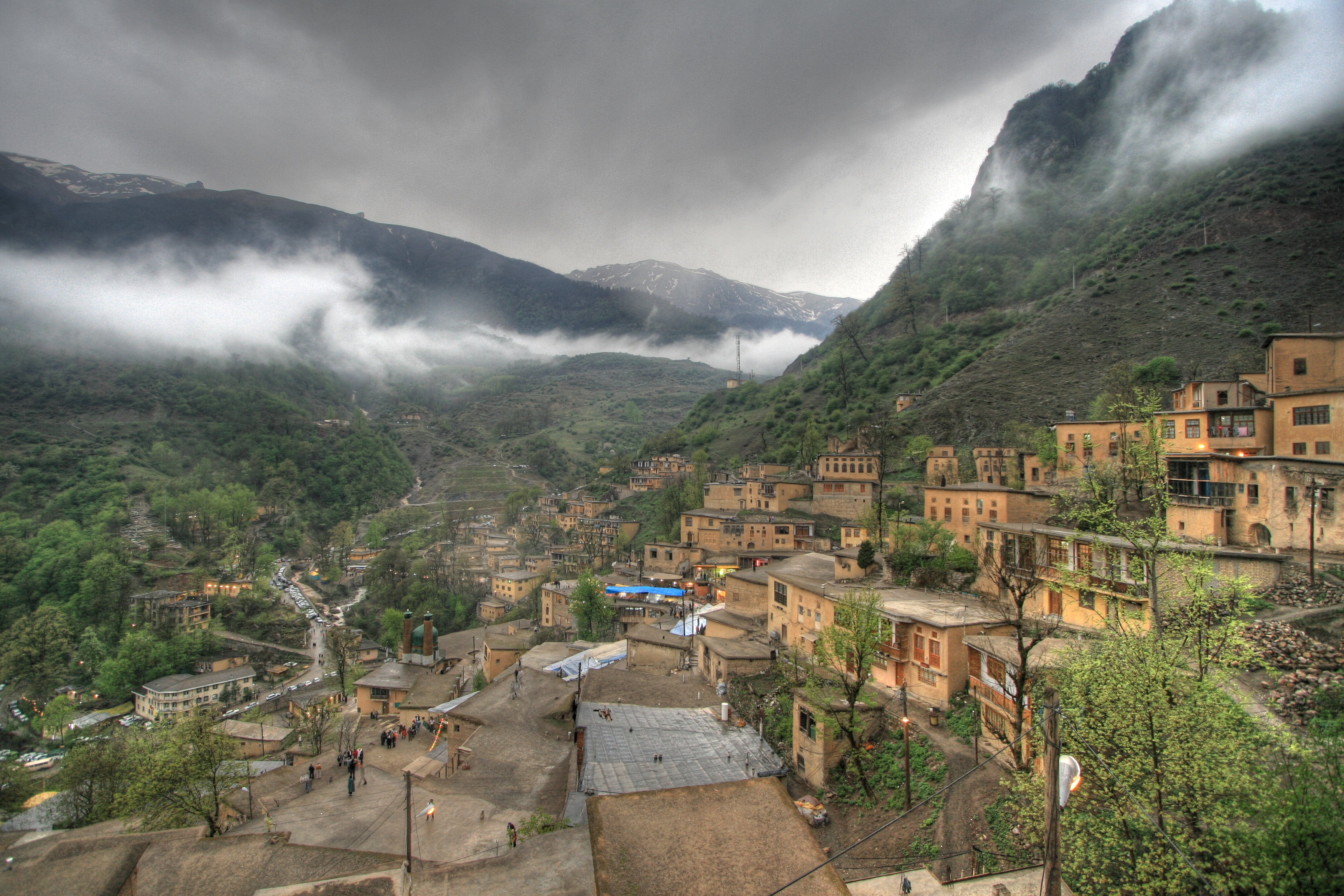
ماسوله

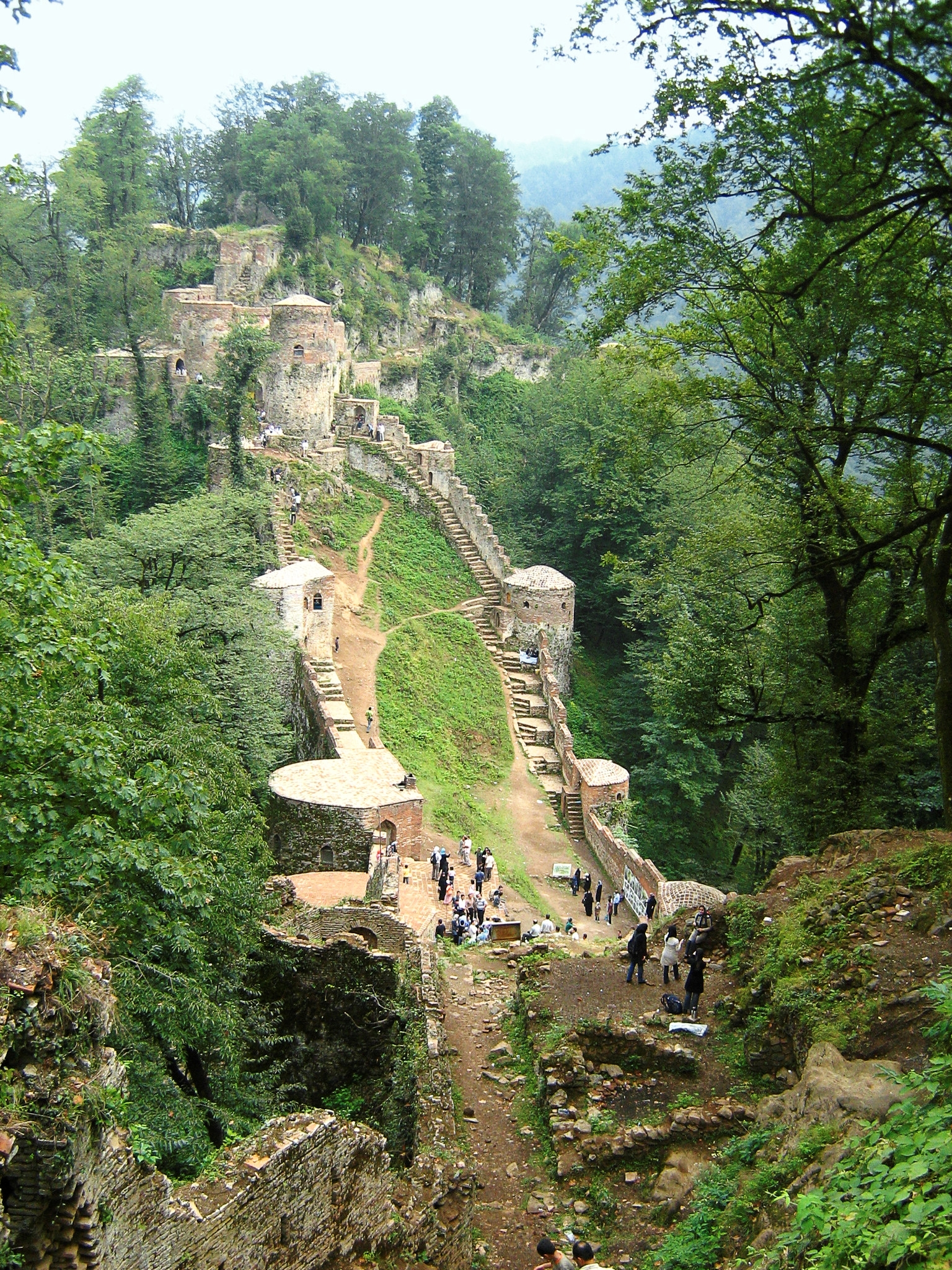
قلعه رودخان

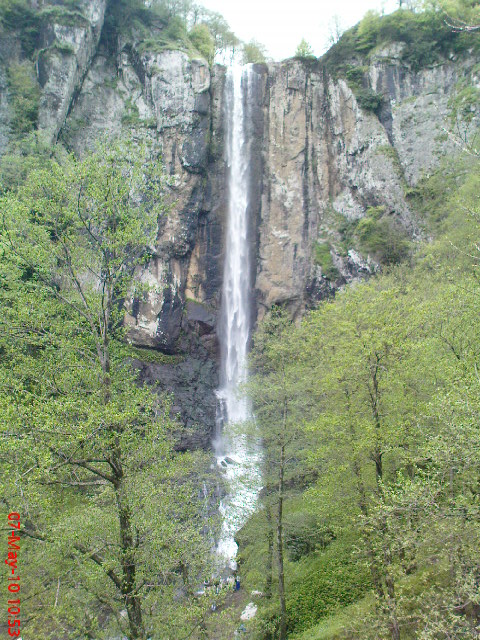
آبشار لاتون

گیلان به‌دلیل برخورداری از طبیعت غنی و میراث فرهنگی و تاریخی از قطب‌های گردشگری ایران به‌شمار می‌رود که سالانه بیش از ۵ میلیون گردشگر را از سراسر کشور جذب خود می‌کند. ازجمله می‌توان به روستای ماسوله و دژ قلعه رودخان در فومن، شهر لاهیجان و بازارهای انزلی و آستارا اشاره کرد.
منطقه گیلان دارای بارش فراوان است تا جایی که بارش سالانه شاید به ۱۲۰ سانتی‌متر هم برسد. مواد ساختمانی، جز صخره سخت، سریعاً خراب می‌شوند، و ساختمان‌های قدیمی تبدیل به تلی از آوار می‌شوند. درختان و علف‌های هرز بر این آوارها می‌رویند و ساختمان‌های قدیمی را تبدیل به تپه‌هایی پوشیده از گیاهان می‌کنند. بسیاری از این تپه‌ها که به گویش محلی به آن‌ها کول، کوتی، دین و دوین می‌گویند حاشیه ساحل دریا را پر می‌کنند و هر یک پایگاهی می‌شوند که واجد ارزش برای کاوش و پژوهش باستان شناسانه است. به هر حال جز چراغ علی تپه در دهانه گوهر رود، که توسط عزت‌الله نگهبان کاویده شد و بیشتر به عنوان تپه مارلیک شناخته می‌شود، هیچ کدامشان تاکنون به‌طور علمی مورد کاوش و مطالعه قرار نگرفته‌اند. ساختمان‌های دارای ارزش تاریخی هم وجود دارند که بیشترشان در طول تاریخشان مکرراً تعمیر و بازسازی شده‌اند. بعضی‌هایشان ضبط واضحی از تاریخشان دارند، ولی بیشترشان فاقد اسناد اولیه قابل اطمینان اند و باید به شواهد غیرمستقیم مانند تاریخهای حک شده بر درهای ورودی، سنگ قبرها، ضریحه‌ها یا تابوتها برای بازسازی بخشی از گذشته یک عمارت داده شده اکتفا کرده به حدس زدن منشأ آن‌ها خطر کرد.
استان‌های گیلان و مازندران در ایران دارای بیشترین تعداد بقعه و امامزاده‌اند که در اصل ائمه زیدی هستند. مقبره سید جلال الدین اشرف فرزند امام هفتم شیعیان در آستانه اشرفیه زیارتگاه شیعیان است.
سوغاتی گیلان به دو دسته خوراکی‌ها و صنایع دستی تقسیم می‌شود. محصولات کشاورزی و دامی، پرندگان، ماهی‌ها، ترشیجات و مربا، صنایع دستی ابریشمی، چوبی و حصیری ازجمله سوغاتی‌های گیلان هستند. سوغات گیلان خصوصاً مصنوعات روستایی شدیداً با آداب و سنن سازندگان آن پیوند دارد و تابع شرایط جغرافیایی محیط است. مهم‌ترین و بهترین سوغات گیلان عبارتند از: ماهی سفید، چای، کلوچه، بادام زمینی، زیتون، برنج و صنایع دستی. در مناطق مختلف با توجه به فرهنگ منطقه صنایع دستی خاصی رایج است؛ مثلاً سفالگری در املش و جیرده، شالبافی در تالش و توسط گالش‌ها. چموش و چارق دوزی در ماسوله رایج است. همچنین نمد و بامبو بافی، فرش و گلیم و قلابدوزی در مناطق مختلف رایج است. جهانگردان به مصنوعات چوبی زیبای گیلان علاقه‌مندند.

## سیاست و تقسیمات
هادی حق شناس استاندار گیلان و رسول فلاحتی نماینده ولی فقیه در استان و امام جمعه رشت هستند. استان گیلان دارای ۲۲ حزب و تشکل سیاسی است. گیلان دارای ۴ نماینده از ۸۶ نفر اعضای مجلس خبرگان رهبری و ۱۳ نماینده در ۱۰ حوزه انتخابیه مجلس شورای اسلامی ایران است که در کل ۲۹۰ نفر نماینده دارد.کنسولگری روسیه در رشت با ۳۰۰ سال قدمت در پل عراق، رشت واقع شده است و حوزه فعالیت آن در پنج استان گیلان، مازندران، گلستان، اردبیل و آذربایجان شرقی است.
بنا بر توصیف اصیل‌الدین زوزنی در سال ۶۵۲ هجری از گیلان تقسیمات جغرافیایی در گیلان عموماً بر پایهٔ واحد «ده» و «روستا» بنا شده بود و شهر به مفهوم واقعی در واژه‌شناسی گیلکان در این دوره جایگاه کمی داشت و حتی آن را بیشتر با واژهٔ «بازار» می‌شناختند که در فرهنگ گیلان بیشتر یک اتفاق موقتی بود که در هر هفته در برخی از سکونتگاه‌ها عموماً یک یا دو بار در هفته اتفاق می‌افتاد. شهر به مفهوم دائمی وجود نداشت بلکه با جمع شدن مردم به‌طور موقت در یک روز و تشکیل بازار یا «گوراب» که از همان انبوهه و گروه گرفته شده بود شکل می‌گرفت.
در اواخر دوره قاجار گیلان که یکی از ۱۲ ولایت ایران بود: به نوزده بخش تقسیم شده بود؛ بخش‌های بزرگتر مانند موازی، که به تازگی از ادغام چهار بخش رشت، کهدم، کوچصفهان و خشکبیجار تشکیل شده بودند، شامل بلوک‌های (زیربخش‌ها) متعدد بود. در حدود ۱۹۵۰، گیلان یکی از بخش‌های اصلی به اصطلاح استان یکم بود که زنجان و اراک، دو بخش عراق عجم سابق را هم در بر می‌گرفت و به پنج شهرستان طوالش، فومن، بندر پهلوی (انزلی)، رشت و لاهیجان تقسیم شده بود. در ۱۹۶۳ از زنجان و اراک جدا شد و شهرستان کوچک آستارا در شمال بدان ملحق شد، و نتیجتاً اندازه و مرزهای کنونی را با مساحت ۱۴٬۷۰۹ کیلومتر مربع یافت. گیلان به ۱۱ شهرستان تقسیم می‌شد: طوالش، فومن، بندر پهلوی (انزلی)، خمام، رشت، رودسر، صومعه سرا، رودبار، لنگرود و لاهیجان.
استان گیلان از سال ۱۳۴۴ در تقسیمات کشوری ایران وارد شد.

### شهرستان‌ها
| ردیف | نام شهرستان   | مرکز شهرستان  | جمعیت مرکز شهرستان ۱۳۹۵ | جمعیت شهرستان ۱۳۹۵ | مساحت شهرستان (کیلومتر مربع) |
| ---- | ------------- | ------------- | ----------------------- | ------------------ | ---------------------------- |
| ۱    | رشت           | رشت           | ۶۷۹٬۹۹۵ نفر             | ۹۰۲٬۱۱۱ نفر        | ۱۰۵۵                         |
| ۲    | تالش          | هشتپر         | ۵۴٬۱۷۸ نفر              | ۲۰۰٬۶۴۹ نفر        | ۲۱۶۰                         |
| ۳    | لاهیجان       | لاهیجان       | ۱۰۱٬۰۷۳ نفر             | ۱۶۷٬۵۴۴ نفر        | ۴۰۷                          |
| ۴    | رودسر         | رودسر         | ۳۷٬۹۹۸ نفر              | ۱۴۷٬۳۹۹ نفر        | ۱۳۵۴                         |
| ۵    | لنگرود        | لنگرود        | ۷۹٬۴۴۵ نفر              | ۱۴۰٬۶۸۶ نفر        | ۴۵۸                          |
| ۶    | بندر انزلی    | بندر انزلی    | ۱۱۸٬۵۶۴ نفر             | ۱۳۹٬۰۱۶ نفر        | ۲۹۹                          |
| ۷    | صومعه‌سرا      | صومعه‌سرا      | ۴۷٬۰۸۳ نفر              | ۱۲۵٬۰۷۴ نفر        | ۵۸۸                          |
| ۸    | آستانه اشرفیه | آستانه اشرفیه | ۴۴٬۴۹۱ نفر              | ۱۰۸٬۱۳۰ نفر        | ۴۲۳                          |
| ۹    | رودبار        | رودبار        | ۱۰٬۵۰۴ نفر              | ۹۴٬۷۲۰ نفر         | ۲۵۱۷                         |
| ۱۰   | فومن          | فومن          | ۳۵٬۸۴۱ نفر              | ۹۲٬۳۱۰ نفر         | ۱۰۰۲                         |
| ۱۱   | آستارا        | آستارا        | ۵۱٬۵۷۹ نفر              | ۹۱٬۲۵۷ نفر         | ۴۳۰                          |
| ۱۲   | رضوانشهر      | رضوانشهر      | ۱۹٬۵۱۹ نفر              | ۶۹٬۸۶۵ نفر         | ۷۴۸                          |
| ۱۳   | خمام          | خمام          | ۲۰٬۸۹۷ نفر              | ۵۴٬۸۶۰ نفر         | ۱۶۰                          |
| ۱۴   | شفت           | شفت           | ۸٬۱۸۴ نفر               | ۵۴٬۲۲۶ نفر         | ۵۹۹                          |
| ۱۵   | ماسال         | ماسال         | ۱۷٬۹۰۱ نفر              | ۵۲٬۶۴۹ نفر         | ۴۶۵                          |
| ۱۶   | سیاهکل        | سیاهکل        | ۱۹٬۹۲۴ نفر              | ۴۶٬۹۷۵ نفر         | ۹۷۲                          |
| ۱۷   | املش          | املش          | ۱۵٬۴۴۴ نفر              | ۴۳٬۲۲۵ نفر         | ۴۰۷                          |

براساس تقسیمات کشوری سال ۱۳۹۹، استان گیلان دارای ۱۷ شهرستان، ۴۶ بخش، ۵۴ شهر و ۱۱۰ دهستان است. این استان همچنین در سال ۱۳۹۵ دارای ۲۹۰۵ آبادی (۲۵۶۷ آبادی دارای سکنه و ۳۳۸ آبادی خالی از سکنه) بوده است.

## امنیت
گیلان از استان‌های گردشگری ایران است که هر سال در روزهای تعطیل و غیرتعطیل، گردشگران زیادی را به سوی خود جذب می‌کند، لذا فراهم کردن امکان حضور گردشگران، تأمین امنیت آنان و حضور در کنار گردشگران، امری ضروری است. دبیر شورای امنیت کشور ایران در گزارشی در جلسه مشترک شورای تأمین گیلان، در مرداد ۱۳۹۵، در ادعایی گیلان را از استان‌های «بدون بار امنیتی» عنوان کرد و ادعا نمود دغدغه‌ای از لحاظ امنیت در سطح کلان در گیلان نداشته‌اند و براساس ارزیابی‌های وزارت کشور ایران، دغدغه‌ای از لحاظ امنیت در سطح کلان در این استان نبوده است. معاون امنیتی و انتظامی وزیر کشور ایران، همچنین مدعی شد وضعیت استان گیلان از نظر «کنترل جرایم»، وضعیت خوبی بوده است، و ادعا کرد جرایم در استان گیلان خیلی خوب کنترل شده و نظم خوبی در این استان برقرار است. با این وجود طبق آمارهای بروز شده، میزان درگیری و نزاع‌ها در این استان رو به افزایش است. به طوری که طبق آخرین آمار موجود و مربوط به سال ۱۴۰۰، نام گیلان در میان ده استان خشمگین و پرنزاع کشور، قرار گرفته است. این درگیری‌ها به خصوص در فصول تعطیلات، به‌دلیل عدم سازش و تحمل بومیان نسبت به بیگانگان، خصوصاً در شهرهای کوچک و کم‌ظرفیت از نظر زیرساخت‌ها، شدت می‌گیرد.

## فرهنگ

### موزه‌ها
درحال حاضر، زیر نظر سازمان میراث فرهنگی، صنایع دستی و گردشگری، نه موزه در گیلان مشغول فعالیت هستند. موزه رشت، که سابقاً خانه میرزا حسین خان کسمائی بود در سال ۱۳۴۹ تأسیس شد.
موزهٔ میراث روستایی گیلان واقع در پارک جنگلی سراوان، در کیلومتر ۱۸ جادهٔ رشت- تهران است. هدف این موزه، انتقال بناهای روستایی نیست و حفظ فرهنگ بومی، فن ساخت و دانش نانوشته‌ای است که در روستاهای گیلان وجود داشته است. در این مجموعه، علاوه بر معماری روستایی مناطق مختلف استان، سایر عناصر فرهنگی مربوط به ابزارهای زندگی و کار، خوراک، پوشاک و… هم به نمایش درخواهد آمد. ماسوله نیز دارای دو موزه مردم‌شناسی و حیات وحش است. مزار کاشف السلطنه در لاهیجان با داشتن ادوات و وسایل سنتی و تخصصی مربوط به چای و مدارکی مربوط به چگونگی فعالیت‌های پدر چای ایران، به عنوان موزه تاریخ چای ایران فعال است. موزه نظامی بندر انزلی، موزه جانورشناسی و موزه آبزیان از دیگر موزه‌های گیلان هستند.

### فولکلور

عروسی در قاسم‌آباد

فولکلور گیلان نمونه‌ای از پیوندهای پیچیده بین رسوم قبل از اسلام و رسوم اسلامی‌است. به‌طور خاص تلفیق‌گرایی درخت، گاو نر و تخم مرغ در جاهای مقدس نظیر امامزاده و بقعه برای شیعیان و تربت برای اقلیت سنی تالش، و اهمیت عناصر طبیعی در اجرای مراسم مذهبی قابل توجه است. اهمیت درختان بی‌شک مشخصه‌ای مهم در فولکلور گیلانی‌است. در این جهان سبز، درختان می‌توانند به خودی خود اشیایی برای پرستش باشند؛ گاهی به عنوان بازماندگان ائمه شناخته می‌شوند و بیشترشان در کنار پرستش‌گاه‌ها قرار دارند. این درختان مقدس گاهی بزرگوار، پیر یا آقادار خوانده می‌شوند تنهٔ بزرگی دارند و صدای باد از میانشان چون زمزمه به گوش می‌رسد. شیرهٔ این درختان عظیم سرخ است و گیلانیان به این دلیل آن را خون امامان می‌دانند. این درختان محل نذر، برای بچه‌دار شدن یا شفای بیماریند. زائران در پای آنان دخیل می‌بندند، شمع روشن می‌کنند و قربانی می‌کنند. پوشش جنگلی در مراسم عزاداری عاشورا هم نقش مهمی دارد، علم‌ها با چوب شمشاد تزیین می‌شوند. جنگل هم مهمان نواز، و محلی برای پناه بردن و هم منشأ خطر و جایگاه جن و پری ظاهر می‌شود. جنگل محافظی برای حیات وحش، خصوصاً خرس که نقش برجسته‌ای در فولکلور محلی دارد، دانسته می‌شود. نازایی بلایی است که زن باید پاسخگوی آن باشد. به چنین افرادی اجاق‌کور یا مرده‌شور گفته می‌شود. مراسم سنتی دندان فشون با درآمدن اولین دندان‌های کودک برگزار می‌شود، او را بر سفره‌ای که آینه، قیچی، قرآن، سکه طلا، کتاب، قلم، سوزن و… قرار دارد می‌نشانند و اولین چیزی که از زمین بردارد، سرنوشت آینده او را پیش‌گویی می‌کند؛ مثلاً اگر قرآن را بردارد روحانی می‌شود، اگر قیچی را بردارد آرایشگر می‌شود. جشن‌های نوروز و چهارشنبه سوری و یلدا (با خواندن فال حافظ) در گیلان با شکوه برگزار می‌شوند. سفره هفت سین در این منطقه بر پایه سنت ملی ایرانی، سنت‌های محلی و ویژگی‌های فولکلور محلی با نفوذ اسلامی، چیده می‌شود.

### هنر

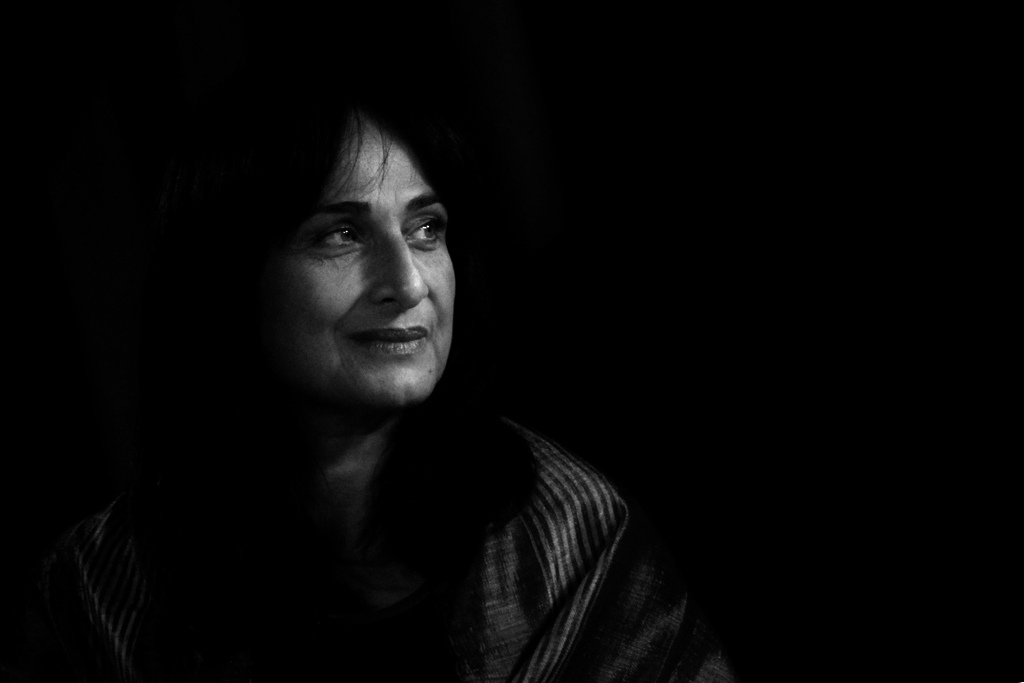
سوسن تسلیمی، بازیگر سرشناس گیلانی

شعر و موسیقی از دوره‌های گذشته جایگاه مهمی در فرهنگ گیلانیان داشته است به نحوی که در بیشتر مراسم سنتی مثل مراسم عروسی (عروس بران، حنابندان و…)، مراسم پیشواز نوروزی (عروس گوله، نوروزی خوانی، آینه تکم و…) مراسم کشاورزی (نشاء، وجین و…) ترانه‌های خاصی اجرا می‌شده است. امیراشرف آریانپور در خصوص گنجینه موسیقی گیلان می‌گوید: «این گنجینه غنی فرهنگ موسیقی، برخلاف بسیاری از مناطق ایران از وحدت سبک برخوردار نیست. نقاط مختلف گیلان چه از نظر تنوع آوازها و چه از لحاظ خصوصیات ملودی و ریتم از سبک‌های متفاوتی برخوردارند و این تفاوت سبک به خصوص بین موسیقی مردم تالش با موسیقی محلی مناطق دیلمان و اسپیلی و سایر نواحی گیلان به چشم می‌خورد.» در تالش سه نوع آهنگ قدیم دستان، تالش دستان و تازه دستان وجود دارد. طبیعت منبعی الهام بخش برای موسیقی گیلان به‌ویژه در سیاهکل و دیلمان بوده و این آهنگ‌ها بکر مانده‌اند. احمد بن متوکل در سال ۲۵۵ قمری در کتاب «الموسیقی العراقیه» دربارهٔ موسیقی دیلمان نوشته است: «آوازخوانی مردم خراسان با زنج است که دارای هفت سیم است و زخمه آن مانند زخمه چنگ است و آوازخوانی مردم ری و طبرستان و دیلمان با تنبورهاست…». ابونصر فارابی در کتاب الموسیقی (در ۳۳۹ قمری) به تنبور گیلانی اشاره می‌کند: «تنبور خراسانی دارای دو سیم است و گونه‌ای دیگر تنبور جیلی (گیلانی) است. شیوه کوک تنبور گیلانی از شیوه کوک خراسانیان جداست».

جلیل ضیاءپور، نقاش گیلانی و «پدر نقاشی مدرن ایران»

نمایش عروس گولی که در آن از ماسک‌های جانورگونه با اجرای رقص استفاده می‌شود و به خاطر مایه‌های عشقی آن متعلق به پیش از اسلام دانسته می‌شود توسط بازیگران دوره‌گرد در گیلان اجرا می‌شود. در عروس گولِی، غولی با کلاهی از کلش برنج و با زنگوله‌های کوچکی در دست، با پیرابو، که مردی پیر است که یک مرد جوان بی‌ریش نقش آن را بازی می‌کند، بر سر به دست آوردن قلب نازخانم، دختری که چون عروس لباس پوشیده و پسری نقش آن را بازی می‌کند، مبارزه می‌کند. پیروزی غول بر پیرابو نماد پیروزی جوانی بر عصر قدیم و سال جدید بر سال قدیم است. اول بار ارمنیان در ۲۸ ژانویه ۱۸۸۴ دو اثر نمایشی را به کارگردانی هوانس دولت بیگیان را در گیلان اجرا کردند. در این زمان، گروه‌های تئاتری از قفقاز به رشت و انزلی می‌آمدند و به اجرای نمایش می‌پرداختند. اولین گروه تئاتری گیلان با نام مجمع امید ترقی به مدیریت حسن ناصر، در سال ۱۲۸۹ آغاز به کار کرد. اکبر رادی از برجسته‌ترین نمایش‌نامه نویسان ایران اهل رشت بود. ابراهیم مرادی، از پیشگامان سینمای ایران، در سال ۱۳۰۹ خورشیدی، فیلم‌برداری، برای ساخت فیلم انتقام برادر (یا روح و جسم) را در انزلی، آغاز کرد که اولین فیلم جنایی سینمای ایران بود. دو تن از بازیگران این فیلم، ژاسمین ژوزف زن ارمنی ایرانی و لیدا ماطاووسیان نخستین ستارگان زن سینمای ایرانند. در آن زمان، خانم‌های ارمنی، برخلاف خانم‌های مسلمان، حق داشتند که بدون حجاب و با کلاه‌های جور واجور، در خیابان‌ها ظاهر شوند و به همین دلیل، حضور آن‌ها در نمایش‌نامه‌های مختلف و در فیلم‌ها، مخالفتی به وجود نمی‌آورد. ولی حضور زنان در این فیلم برای مرادی ایجاد مشکل کرد.
حبیب محمدی بنیان‌گذار نقاشی مدرن گیلان است. جلیل ضیا پور، محمد صادق بریرانی، حسین محجوبی، بهمن محصص، معصومه سیحون، اردشیر محصص، آیدین آغداشلو، فریده لاشایی و قاسم حاجی زاده از دیگر نقاشان برجسته گیلان هستند.

### ادراک‌های عوامانه و ادبی از هویت
عادات غذایی

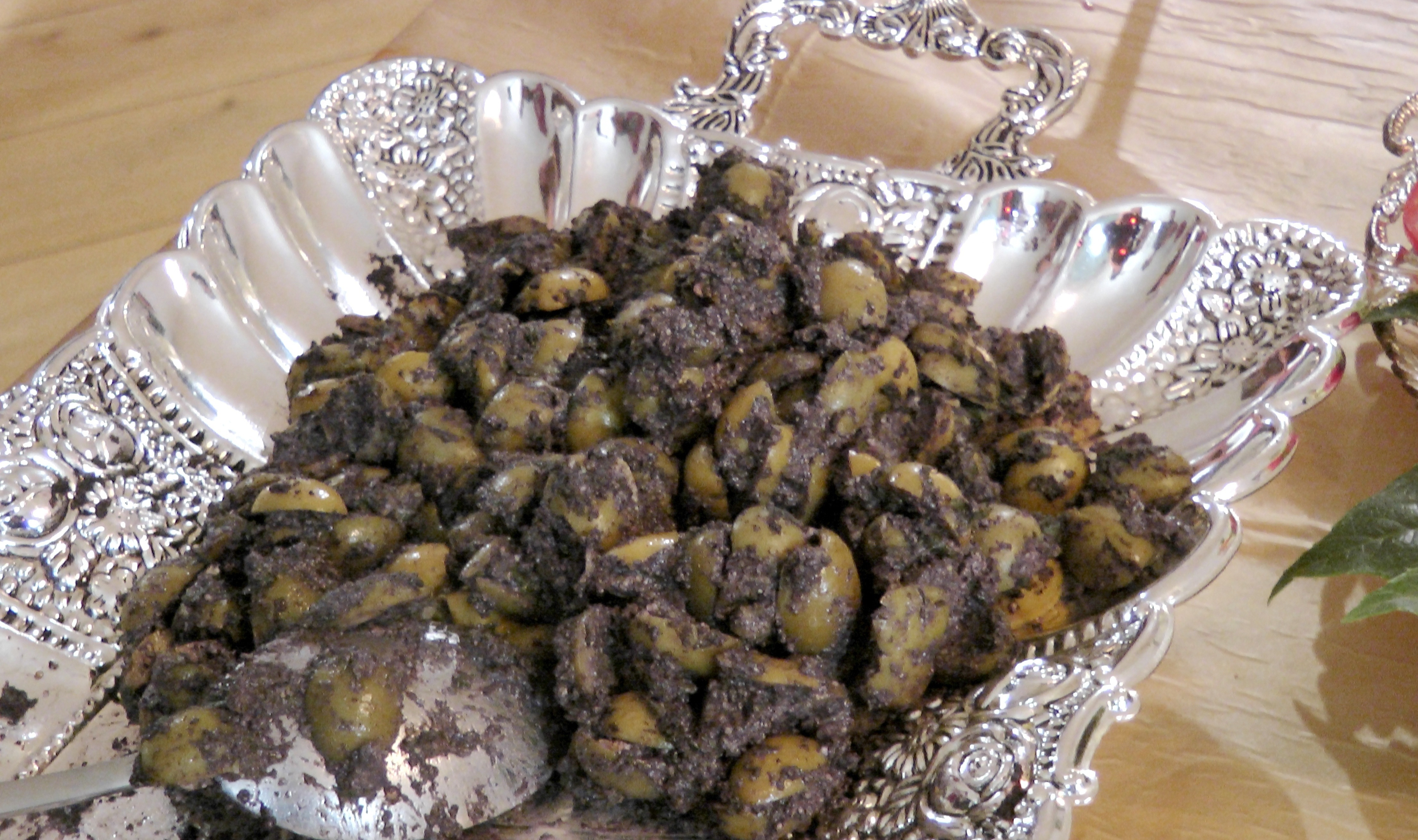
زیتون پرورده

عادات غذایی گیلانیان چندین مشخصه خاص دارد. مصرف برنج در این منطقه برنج پرور، از هر جای دیگر ایران بیشتر است. کاربرد سبزی در بیشتر غذاها باعث سبز شدن آن‌ها می‌شود که نشانی برای گیلانی بودن آن غذا ست. ماکیان و اردک وحشی، ماهی و زیتون هم منجر به خاص بودن این غذای محلی می‌شود. نظیر سایر نقاط ایران، آشپزی روندی طولانی ست چرا که لازم است محتویات غذا به‌طور فردی تهیه شود. چربی و روغن در غذاها به وفور استفاده می‌شود و طعم ترش ترجیح داده می‌شود. چاشنی که بر اساس سرکه و آب میوه جات نارس (نظیر غوره) تهیه می‌شود بسیار محبوب است. غذاهای محلی رایج هر یک به نوبه خود نماد یک شیوه آشپزیند: کته طبخ ساده برنج است، میرزاقاسمی شامل بادمجان، سیر، گوجه و تخم مرغ است، باقلاقاتوق یک خورشت محتوی لوبیا ست، اشپل به همراه ماهی سفید، سیرترشی و هفت بیجار (مخلوطی از سبزیجات و سرکه).
تنوع غذایی رشتی‌ها و تضاد آن با عراقیها یعنی مردم داخل یا فلات ایران، زمینه نیرومندی برای انعکاس تفاوت‌ها است. مردم گیلان عاشق برنج که به‌طور سنتی با هر سه وعده اصلی غذایی میل می‌شود. این در تضاد با رژیم سنتی عراقی‌هاست که از نان، محصولات لبنی و گاهی گوشت گوسفند تشکیل می‌شود.
دیدگاه‌های عوام

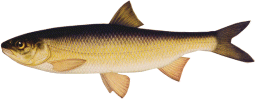
ماهی سفید خزری

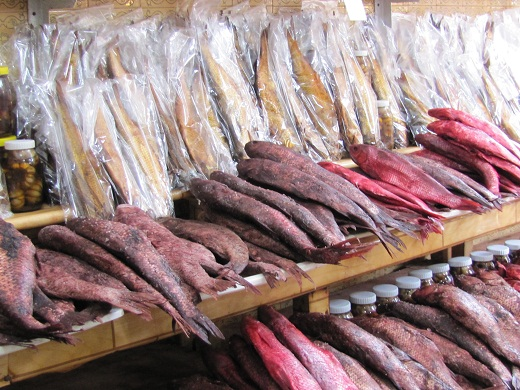
ماهی دودی و شور در بازار ماهی فروشان در لنگرود

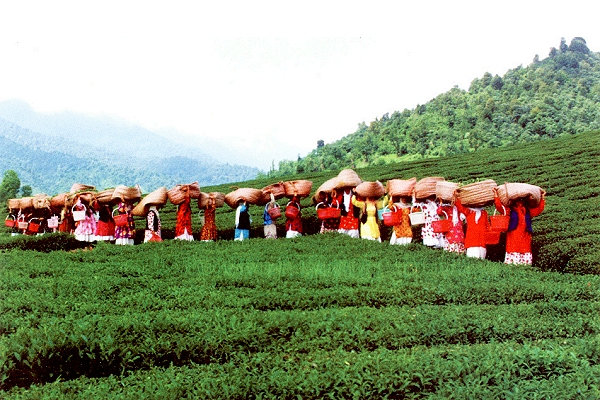
چایکاران زن در لاهیجان.

دانشنامه ایرانیکا در مدخل " دید عوام نسبت به هویت گیلانی " می‌نویسد: نزدیکی به تهران و ناهمگونی فرهنگی موجب شده گیلانیان مورد استهزای بعضی از تهرانی‌ها قرار بگیرند. برای مردم عراق عجم، منطقه خزر همسایه، جهانی درهم برهم و واژگون هویت خودشان است. وجود رطوبت، استفاده از گاو و خر به جای گوسفند و شتر، بازبودن در خانه‌ها و نبود دیوار خارجی، کم‌تر بودن حساسیت ناموسی و خشونت بین افراد و گروه‌ها نسبت به درون ایران؛ به نوعی زنانه بودن جامعه و مخالف با جامعه‌ای مردسالار (مشارکت بیشتر زنان، ندرت پوشیدگی، حضور در فعالیت‌های تولیدی، انعطاف‌پذیری بالاتر در روابط بین دو جنس، گرچه قطعاً نه به حدی که در جوک‌ها گفته می‌شود) ازجمله این عواملند. این جوک‌ها و روایات دربارهٔ گیلانی‌ها به همان اندازه که ویژگی‌های جمعیت خزر را می‌آموزد، آگاهی بیشتری دربارهٔ ارزش‌های بنیادین ایرانیان مرکزنشین که چنین جوکهایی را می‌سازند و برایشان جالب است به ما می‌دهد.

### در سنت ادبی
در متون اصلی اسطوره‌ای و ادبی، سفرنامه‌ها، مطالعات تاریخی و… این منطقه گاهی دوزخی و در دیگر زمان‌ها چون بهشتی زمینی به نظر می‌رسد؛ علاوه بر این بسیاری از نویسندگان بومی آن را دارای فرهنگ آریایی دانسته‌اند، فرهنگستانی از رسوم باستانی و ماقبل اسلامی، منطقه‌ای حاشیه‌ای، حافظ استقلال خود، و بستری برای نافرمانی. تصویر دوزخی گیلان نتیجه سنتهای شدیداً متفاوت اسطوره‌ای زرتشتی، با بازتابهایش در شاهنامه و سنت مسافران عرب و سپس اروپایی است. در اوستا «چهاردهمین جای» خلق شده توسط اهورامزدا، «وارنا و چهار گوشه‌اش» است که به نظر جایی حاشیه‌ای و هراس‌انگیز می‌رسد. در بندهشن بزرگ، مردمان وارنا و مازنا (سرزمین‌های اسطوره‌ای در منطقه جنوب خزر) بازماندگان زوجی متفاوت از آنی هستند که ایرانیان را خلق کرد. مردم این مناطق حاشیه‌ای انیران یا غیر آریایی، نسبت به نژاد ایرانی خارجی هستند. به نوشته جیمز دارمستتر، در اوستا و شاهنامه منطقه خزر جهانی عجیب و موطن خون بد و دیوان است و تصویر جنگل‌های گیلان چون مهد نیروهای وحشی مرتبط با یک منطقه مملو از باران، جهانی از بخارات و تپ ناپاک مرتبط است. این تصویری که شبیه آخرالزمان است، توسط مسافران عربی که به محیط خشک عادت داشتند هم به عنوان ابراز تعجب از کشف جهان مرطوب پراکنده شد. اوستاشناسان نوینتر مانند والتر هنینگ و ماری بویس وارنا را در منطقه بورنو شمال پیشاور (واقع در پاکستان امروزی) می‌دانند. در اوایل سده دهم ابن حوقل از این الفاظ برای توصیف افلیم منطقه بهره برد: «اغلب باران می‌بارد، حتی ممکن است برای کل یک سال بی‌توقف ببارد؛ بدون نشانی از خورشید». بین قرون هفدهم تا بیستم اروپاییانی که از منطقه گذشتند یا مدتی در آن ماندند «جو گلخانه‌ای» «بخارات متعفن» آن را تحقیر کردند. لرد کرزن منطقه را یک جهنم مالاریایی می‌خواند و با توصیف اش از مثل مرگ می‌خواهی گیلان برو نتیجه‌گیری می‌کند. در تضاد با تصویر جهنم مالاریایی گیلان با پوشش گیاهی غنی و تنوع لذات از سوی برخی نویسندگان بهشتی زمینی تصویر شده است. جوناس هانوی پس از توصیف «رطوبت شدید زمین» و رطوبت هوا «چنان زنگ تولید می‌کند که کار ساعت هم مختل می‌شود» گیلان را با نوعی از بهشت مقایسه می‌کند «زمین شدیداً پربار و مولد است، هر نوعی از میوه را بی‌کود تولید می‌کند، پرتقالها، لیموها، هلوها و انارها، انگور به وفور وجود دارد تاکها بر درختان سوارند و به‌طور وحشی در کوه‌ها به وفور می‌رویند به نحوی که بخش قابل توجهی از ایالت یک بهشت است». مسافران اغلب این تصویر یک باغ طبیعی و غنی را ذکر می‌کنند. این درست است که درختان محصور در باغ‌ها شاخه‌های اهلی شده گونه‌های وحشی بومیند. وضع گردو، فندق، آلو، گیلاس، زردآلو، گلابی، سیب، ازگیل، درخت، انجیر و درختان انار نیز که همگی احتمالاً از منطقه خزر نشات گرفته‌اند چنین است. منطقه خزر جایی است که تاک از آن نشات گرفته و هیچ‌گاه اهلی نشده است.

## رسانه

صفحه اول روزنامه جنگل، ارگان نهضت جنگل، به مدیرمسئولی میرزا حسین کسمایی

گیلان، از قدیمی‌ترین مراکز رادیویی و تلویزیونی ایران برخوردار است که امروزه صدا و سیمای مرکز گیلان نامیده می‌شود. این مرکز فعالیت خود را در ۱۳۳۴ با یک دستگاه فرستنده رادیویی ۷۵ واتی که آنتن آن در اداره پست و تلگراف گیلان نصب شده بود آغاز کرد. شبکه استانی صدای مرکز گیلان در سال ۱۳۷۷ راه‌اندازی شد. این رادیو دارای دو بخش برون مرزی رادیو گرجی و رادیو تالشی ست. پخش سیگنال‌های تلویزیونی در هفتم اردیبهشت ۱۳۴۹ در گیلان آغاز شد. این تلویزیون با شش ساعت برنامه در هفته برنامه‌های موسیقی محلی و برنامه‌های مخصوص کودکان تولید می‌کرد. شبکه باران که در سال ۱۳۷۷ افتتاح شد تنها تلویزیون محلی گیلان است که به صورت ۲۴ ساعته برنامه پخش می‌کند.

مرضیه ضرابی، اولین نشریه زنان گیلان با نام نشریه نسوان شرق را در ۱۳۰۵ در انزلی منتشر می‌کرد.

نخستین گام روزنامه‌نویسی در گیلان، به سال ۱۳۲۵ ه‍.ق برابر یکم مرداد ۱۲۸۶ خورشیدی بازمی‌گردد که روزنامه خیرالکلام، به صاحب امتیازی و مدیر مسئولی میرزا ابولقاسم خان افصح المتکلمین در رشت انتشار یافت. پیک سعادت نسوان نخستین نشریه با گرایش چپ در ایران در سال ۱۳۰۶ به صاحب امتیازی روشنک نوعدوست در رشت منتشر می‌شد.
درحال حاضر، حدود ۱۳۱ نشریه در گیلان، مجوز انتشار دارند؛ ۹ روزنامه، ۴۴ هفته نامه، ۶ دوهفته نامه، ۳۷ ماهنامه، ۶ دوماهنامه، ۲۱ فصلنامه و ۷ دوفصلنامه و یک سالنامه از آن جمله هستند. ۸۷ نشریه محلی، ۲۰ نشریه سراسری (کشوری) و ۹ نشریه بین‌المللی در گیلان منتشر می‌شود. ماهنامه گیله وا که به زبان‌های فارسی - گیلکی منتشر می‌شود، و روزنامه گیلان امروز ازجمله نشریات اصلی گیلان هستند.

## آموزش

### آموزش عالی

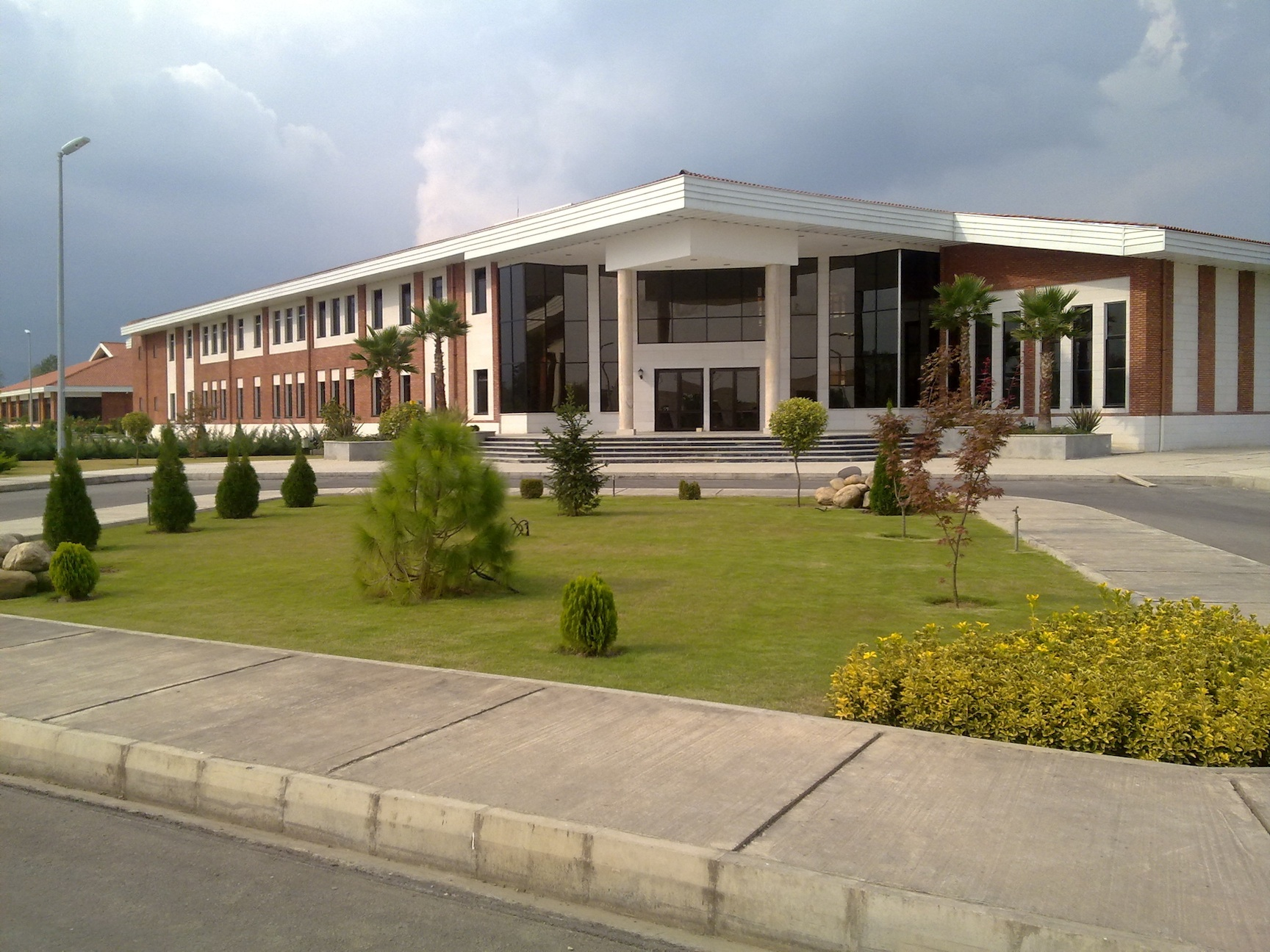
دانشکده فنی فومن

در گیلان، بیش از ۱۱۷ هزار دانشجو و ۹۹۰ نفر عضو هیئت علمی، در ۶۷ دانشگاه و مرکز آموزش عالی، به فعالیت آموزشی، مشغول هستند.
دانشگاه گیلان، بزرگ‌ترین دانشگاه دولتی در گیلان، جزء دانشگاه‌های برتر ایران است. که با ۸ دانشکده و واحدی بین‌المللی و دو پژوهشکده، با بیش از ۱۷۰۰۰ دانشجو، از بزرگ‌ترین مراکز آموزش عالی، در ایران است.
همچنین، دانشکده فنی کاسپین و دانشکده فنی فومن، وابسته به پردیس دانشکده‌های فنی دانشگاه تهران، در گیلان، واقع شده‌اند. برخی از دانشگاه‌ها و مراکز آموزشی مهم نیروهای مسلح جمهوری اسلامی ایران در این استان قرار دارد مانند دانشگاه علوم و فنون دریایی امام خامنه‌ای سپاه پاسداران انقلاب اسلامی و مرکز آموزش تخصص‌های دریایی رشت وابسته به ارتش جمهوری اسلامی ایران
دانشگاه آزاد اسلامی واحد لاهیجان، دانشگاه آزاد اسلامی واحد رشت، مؤسسه آموزش عالی دیلمان و مؤسسه آموزش عالی کوشیار و مؤسسه آموزش عالی کادوس از دانشگاه‌ها و موسسات آموزش عالی غیردولتی برتر، واقع در گیلان هستند.

## بهداشت
نرخ مرگ و میر در گیلان بین ۱۹۹۱–۹۶ ۷ در هزار نفر و امید به زندگی حدوداً ۶۴٫۲ سال (۶۷٫۲ برای جمعیت شهری و ۶۱٫۷ برای جمعیت روستایی) تخمین زده می‌شود. آخرین تخمین معتبر نرخ تولد ۳۱٫۴ برای مناطق شهری و ۳۴٫۸ در مناطق روستایی برای هر ۱۰۰۰ نفر است. پیش‌بینی شده تا سال ۲۰۲۶ امید به زندگی ۷۶٫۰۳ برای مردان و ۷۹٫۰۵ برای زنان در مناطق شهری و ۷۱٫۹۳ برای مردان و ۷۵٫۱۶ برای زنان در مناطق روستایی باشد. دانشگاه علوم پزشکی گیلان در سال ۶۳ بنیان نهاده شد و دارای ۳ هزار و ۱۰۰ دانشجو در رده‌های مختلف است. گیلان دارای ۲۲ بیمارستان دولتی دانشگاهی و شش بیمارستان خصوصی بوده و ۱۲ بیمارستان دولتی جدید و دو بیمارستان خصوصی جدید نیز در آن درحال ساخت است. ۱۲۳۰ مرکز و خانه بهداشت در این استان وجود دارند. میزان برخورداری پزشک در استان گیلان یک در هزار نفر است. گیلان دارای ۱۴۰۰ پزشک عمومی، ۶۰۰ دندانپزشک، ۲۱۶ ماما و ۴۰۰ پزشک داروساز است.

## حمل و نقل
گیلان به جز از راه دره منجیل که از طریق آزادراه ۱ به قزوین وصل می‌شود، راه شوسه دیگری به فلات ایران ندارد. گیلان، از طریق چابکسر با استان مازندران و از طریق آستارا با جمهوری آذربایجان، و اردبیل راه زمینی دارد. گیلان دارای مرز دریایی هم هست و در مسیر کریدور شمال–جنوب قرار دارد. تراکم بالای جمعیت و فاصله کم مراکز جمعیتی به گیلان موقعیت ممتازی در زمینه حمل و نقل بخشیده است.
فرودگاه بین‌المللی سردار جنگل رشت در بلوار ولیعصر رشت با مساحت کل ۲۲۰ هکتار فرودگاه اصلی گیلان و بزرگ‌ترین فرودگاه شمال ایران است و در رتبه سیزدهم فرودگاه‌های ایران قرار دارد. این فرودگاه در هفته ۶۶ پرواز به ۱۳ مسیر پروازی ازجمله تهران، شیراز، عسلویه، اصفهان، کیش، مشهد، اهواز، بندرعباس، بغداد، نجف، مدینه، جده و استانبول دارد.
حمل و نقل جاده‌ای در گیلان از سه زیر بخش حمل و نقل کالا، مسافر و بین‌المللی تشکیل شده است. حمل و نقل مسافر عمومی جاده‌ای بین شهری با استفاده از اتوبوس، مینی‌بوس و سواری کرایه انجام می‌شود. ۴٫۱ درصد ناوگان حمل و نقل کالای کشور در گیلان فعالند. مراکز عمده حمل و نقل بین‌المللی گیلان شهرستان‌های انزلی و آستارا هستند.
پایانه مرزی آستارا در مرز مشترک استان گیلان با کشور جمهوری آذربایجان تنها راه مواصلاتی این استان با کشورهای شوروی سابق و دروازه ورود به اروپا و مرز امین در ایران است. این مرز مقام نخست کشوری در زمینه تجارت چمدانی را داراست.

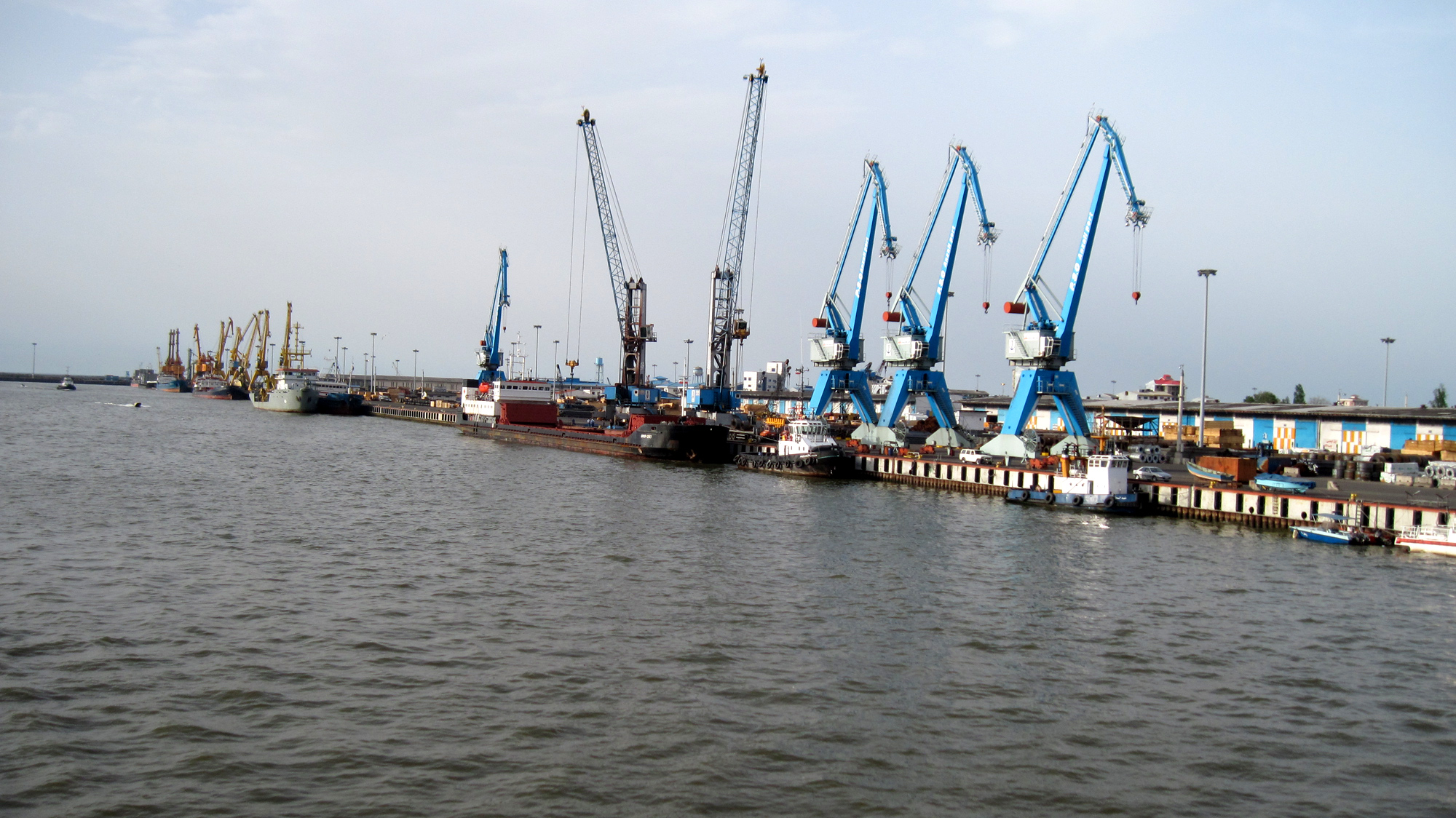
تاسیسات ساحلی بندر انزلی

بندر انزلی بزرگ‌ترین بندر شمال ایران و از فعالترین بندرهای حاشیه دریای خزر و پنجمین مرز فعال ایران است با طرح شیوه‌های جدید ترانزیت چون کریدور شمال- جنوب، وجود منطقه آزاد تجاری-صنعتی انزلی اهمیت بیشتری یافته است.
نخستین راه‌آهن در گیلان در سال ۱۹۱۴ توسط خوشتاریای روس، از پیر بازار به رشت به طول ۹ کیلومتر کشیده شد. عملیات اجرایی برنامه راه‌آهن گیلان (قزوین، رشت، انزلی) به طول ۲۰۵ کیلومتر در سال ۱۳۸۱ شروع شد و هم‌اکنون درحال پیشرفت است.
| ۱ | ۷ پایانه مسافربری در شهرهای رشت، انزلی، لاهیجان، صومعه سرا، آستارا، تالش و رودسر |
| ۲ | ۱۱۹ شرکت حمل و نقل مسافر (۲٫۵٪ شرکت‌های ایران)                                    |
| ۳ | ۳ پایانه کالا در رشت، انزلی، آستارا                                              |
| ۴ | ۱۶۰ شرکت شرکت حمل ونقل کالا (۴٫۴٪ شرکت‌های ایران)                                 |
| ۵ | فعالیت ۲ شرکت و ۱۰۳ نمایندگی در زمینه حمل و نقل بین‌المللی                        |

|   | انزلی                                                                                                  | آستارا                                                   |
| - | --- | -------------------------------------------------------- |
| ۱ | ۷٫۳ درصد از ترانزیت ورودی به ایران                                                                     | ۱۳ درصد از کل واردات جاده‌ای کشور (سومین مرز فعال جاده‌ای) |
| ۲ | بیش از ۵۰ درصد حمل و نقل کالای گیلان                                                                   | ۱۴ درصد از کل صادرات جاده‌ای کشور (دومین مرز فعال جاده‌ای) |
| ۳ | واردات سالانه بیش از ۴ میلیون تن کالا                                                                  | ۱۳ درصد از کل ترانزیت خروجی کشور (سومین مرز فعال جاده‌ای) |
| ۴ | ترانزیت بیش از ۲۸۸ هزار تن سوخت و ۵۵ هزار تن کالای غیرنفتی به‌طور حمل و نقل ترکیبی به داخل یا خارج کشور | ۱ درصد از ترانزیت ورودی (دوازدهمین مرز فعال)             |

## ورزش

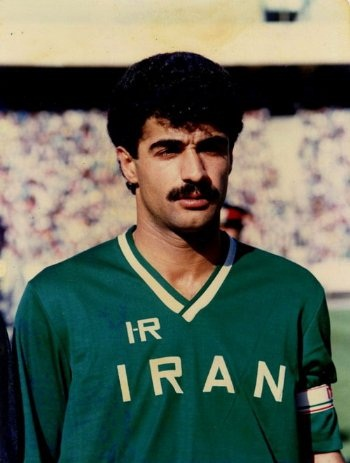
سیروس قایقران، کاپیتان گیلانی سابق تیم ملی فوتبال ایران

ورزش در استان گیلان از اهمیت ویژه‌ای برخوردار است و این استان در بسیاری از موارد جزء فعالترین استان‌های ایران در زمینه پرورش ورزشکار است. گیلان در رشته‌های ورزشی مختلف دارای تیم‌های حرفه‌ای است. ورزشگاه دکتر عضدی رشت خانه باشگاه فوتبال سپیدرود رشت و باشگاه فوتبال داماش گیلان و ورزشگاه تختی بندر انزلی خانه باشگاه فوتبال ملوان بندر انزلی است. ورزش بومی محلی در استان گیلان وجود دارد که قدمت بعضی از آنان به چند صد یا هزاران سال می‌رسد. از معروفترین ورزش‌های بومی محلی این استان نیز می‌توان به کشتی گیله مردی، لافن بازی، کلاه پران، بروبیا، توپپا، الختور، ترنا و هفت سنگ اشاره کرد. در ۱۵ سال اخیر هر ساله بین ۱۰ تا ۳۰ جشنواره ورزش‌های بومی محلی در استان گیلان برگزار می‌شود که در آن رشته‌های مختلف ورزشی بومی محلی به نمایش گذاشته می‌شود.

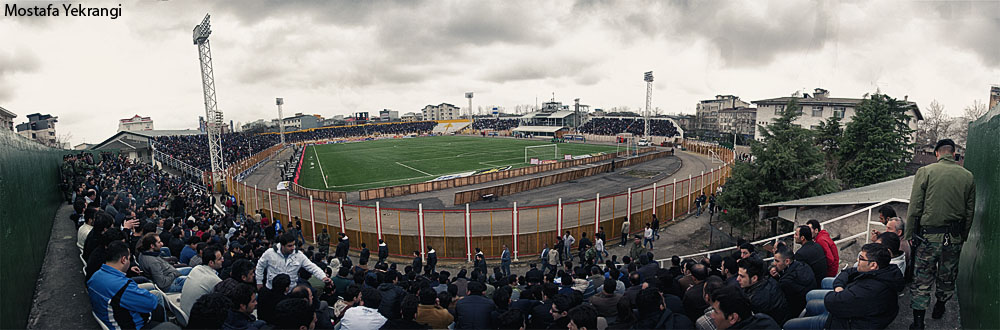
ورزشگاه دکتر عضدی رشت، استادیوم خانگی داماش گیلان

باشگاه ورزشی گیو بندر انزلی سومین باشگاه ورزشی ایران و اولین باشگاه ورزشی گیلان در بندر انزلی است که به دست عزیز وکیل منفرد تأسیس شده است. یعقوب کوچکزاد قهرمان شنای ایران و بنیان‌گذار رشته ژیمناستیک در گیلان، محمود نامجو قهرمان وزنه‌برداری جهان، غفور جهانی که فوتبال ایران را برای اولین بار جهانی کرد و سیروس قایقران و سید جلال حسینی و علی کریمی کاپیتانان شهرستانی تیم ملی فوتبال ایران ازجمله قهرمانان ورزشی گیلانی هستند.

### کتب
- طاهری، علی (۱۳۷۷). راهنمای گیلان. عالی.
- کتاب گیلان. ج. دوم. گروه پژوهشگران ایران. زمستان ۱۳۸۰.
- ساناساریان، الیز (۱۳۸۴)، جنبش حقوق زنان در ایران (طغیان، افول و سرکوب از ۱۲۸۰ تا انقلاب ۱۳۵۷)، ترجمهٔ نوشین احمدی خراسانی، تهران: نشر اختران، ص. ص۷۴، شابک ۹۶۴-۷۵۱۴-۷۸-۶
- ناهید، عبدالحسین (۱۳۶۰)، زنان ایران در جنبش مشروطه، تبریز: نشر احیا، ص. ۱۱۵

- Jahangiri، Nader (۲۰۰۳). Gilaki dialect of Lahijan: a study on phonology, morphology & lexicon, Volume 3. Research Institute for Languages and Cultures of Asia and Africa.
- Yarshater، E. (۱۹۸۳). The Cambridge History of Iran:Seleucid Parthian. ج. Volume ۳ (۱). Cambridge University Press,.
- Yarshater، E. (۱۹۸۳). The Cambridge History of Iran:Seleucid Parthian. ج. Volume ۳ (۲). Cambridge University Press,.
- Tarn، William (۱۹۷۹). Alexander the Great: Volume 1, Narrative. ج. Volume ۳ (۱). CUP Archive,. بایگانی‌شده از اصلی در ۲۰ فوریه ۲۰۱۳.
- Keddie، Nikki R. (۲۰۰۳). Modern Iran: Roots and Results of Revolution. Yale University Press.

### مقالات ژورنال و کنفرانس
- کهنسال واجارگاه، حسن (۱۳۸۳). «گیلان در دوره امپراتوری ماد» (PDF). دومین همایش ملی ایرانشناسی. تهران: بنیاد ایران‌شناسی.
- کی، هرموز (۱۳۷۶). «سینمای ایران، ترکیه، مصر: سه جامعه در پی هویتی نوین». ایران نامه (۵۸): ۲۸۲–۲۹۱.
- کلباسی، ایران (۱۳۸۵). «پیشوند کنونی ha و گونه‌های آن در گویش‌های ایرانی». دو فصلنامه زبان‌شناسی (۱–۲ (پیاپی ۴۲)): ۵۷.
- سقراطی، سید امیر (۲۳ تیر ۱۳۸۸). «یاد نقاش فراموش شده در لابه لای کلمات در گاه یاد حبیب محمدی)». تندیس (۱۵۳): ۸–۹.
- رواسانی، شاپور (مهر و آبان ۱۳۸۴). «نهضت جنگل و بنیانگذار آن میرزا کوچک جنگلی». اطلاعات سیاسی - اقتصادی (شماره ۲۱۷ و ۲۱۸): ۲۱۹–۲۲۲. بایگانی‌شده از اصلی در ۲۰ فوریه ۲۰۱۳.
- آفاری، ژانت (تابستان ۱۳۷۲). «سوسیال دموکراسی و انقلاب مشروطیت». ایران نامه (۴۳). بایگانی‌شده از اصلی در ۲۰ فوریه ۲۰۱۳.

### دانشنامه‌ها
- احمدی، محسن. «پیربازار». دانشنامه بزرگ اسلامی.
- امیراحمدیان، بهرام. «تقسیمات کشوری». دانشنامه جهان اسلام.

- Bromberger, Christian (2012). "GILĀN xxi. Cooking". Encyclopædia Iranica (به انگلیسی).
- "Gīlān". دانشنامه بریتانیکا (به انگلیسی). Archived from the original on 20 February 2013.
- Abdi, Kamyar (2012). "MĀRLIK". Encyclopædia Iranica (به انگلیسی).
- Bromberger, Christian (2012). "GILĀN xv. Popular and Literary Perceptions of Identity". Encyclopædia Iranica (به انگلیسی).
- Sotoudeh, Manouchehr (2012). "GĪLĀN ix. Monuments century". Encyclopædia Iranica (به انگلیسی). Archived from the original on 20 February 2013.
- Schmitt, Rüdiger (2012). "CASPIANS". Encyclopædia Iranica (به انگلیسی).
- Lewis, Bernard (1986). "Lāhīd̲j̲ān". Encyclopedia of Islam (به انگلیسی) (Second ed.). Brill Online. {{cite encyclopedia}}: Unknown parameter |ویراستاران= ignored (help)
- Bazin, Marcel. "ĀZĀD". Encyclopædia Iranica (به انگلیسی). Archived from the original on 20 February 2013.
- Netzer, Amnon. "GILĀN". Encyclopaedia Judaica (به انگلیسی). Archived from the original on 20 February 2013.
- Spuler, B. (1991). "GILAN". Encyclopaedia of Islam (به انگلیسی). Vol. II (Second ed.). Brill Online. {{cite encyclopedia}}: Unknown parameter |ویراستاران= ignored (help)
- Lewis, Bernard (1986). "GILAN". Encyclopaedia of Islam (به انگلیسی) (Second ed.). Brill Online. {{cite encyclopedia}}: Unknown parameter |ویراستاران= ignored (help)
- Rezazadeh Langaroudi, Reza (2012). "GĪLĀN vi. History in the 18th century". Encyclopædia Iranica (به انگلیسی). Archived from the original on 20 February 2013.
- Rezazadeh Langaroudi, Reza (2012). "GĪLĀN vii. History in the 19th century". Encyclopædia Iranica (به انگلیسی). Archived from the original on 20 February 2013.
- Rubin، Don (۲۰۰۱). World Encyclopedia of Contemporary Theatre: Asia/Pacific. Taylor & Francis. بایگانی‌شده از اصلی در ۲۰ فوریه ۲۰۱۳.
- Donald Stilo، «GĪLĀN x٫ LANGUAGES»، Encyclopædia Iranica (ویراست ویرایش یکم)
- Madelung, Wilferd (2012). "GĪLĀN iv. History in the Early Islamic Period". Encyclopædia Iranica (به انگلیسی). {{cite encyclopedia}}: Unknown parameter |ویراستاران= ignored (help)
- Kasheff, Manouchehr (2012). "GĪLĀN v. History under the Safavids". Encyclopædia Iranica (به انگلیسی). Archived from the original on 20 February 2013.
- Bromberger, Christian. "GILĀN xiv. Ethnic Groups". Encyclopædia Iranica (به انگلیسی). Archived from the original on 20 February 2013.
- Bazin, Marcel. "GĪLĀN i. GEOGRAPHY AND ETHNOGRAPHY". Encyclopædia Iranica (به انگلیسی).
- Frawley، William J. International Encyclopedia of Linguistics: 4-Volume Set, Volume 1. Oxford University Press. بایگانی‌شده از اصلی در ۲۰ فوریه ۲۰۱۳.
- Dailami, Pezhmann. "JANGALI MOVEMENT". Encyclopædia Iranica (به انگلیسی).